# Colorado
Il Colorado (in inglese , [kɒləˈrædoʊ], sigla: CO) è uno Stato federato situato nella regione delle Montagne Rocciose degli Stati Uniti d'America occidentali. Comprende gran parte delle Montagne Rocciose meridionali, oltre alla parte occidentale dell'Altopiano del Colorado e la parte occidentale delle Grandi Pianure. Si tratta dell'ottavo Stato più esteso e 21º Stato più popolato degli Stati Uniti. Il censimento degli Stati Uniti d'America del 2020 ha calcolato la popolazione del Colorado in 5 773 714 persone, con un incremento del 14,8% rispetto al 2010. Confina a nord con il Wyoming e il Nebraska, a sud con l'Oklahoma e il Nuovo Messico, a ovest con lo Utah, a est con il Kansas, in un solo punto tocca l'Arizona, nel suo angolo a sud-ovest (è il famoso punto del confine quadruplo che dà origine a quelli che gli statunitensi usano chiamare i Four corner states).
La regione è abitata dai nativi americani e dai loro antenati da almeno 13 500 anni, e probabilmente da molto di più. Il lembo orientale delle Montagne Rocciose costituì una delle vie di migrazione principali per i primi popoli che si stabilirono nelle Americhe. "Colorado" è l'aggettivo spagnolo che significa "rossastro", il colore delle formazioni rocciose che si trovano lungo la Front Range della catena montuosa. Il Territorio del Colorado venne organizzato il 28 febbraio 1861, ed il 1º agosto 1876 il Presidente Ulysses S. Grant firmò il Proclama 230 che ammetteva il Colorado agli Stati Uniti come 38º stato. Il Colorado è chiamato "Centennial State" perché divenne stato un secolo dopo la firma della Dichiarazione d'indipendenza degli Stati Uniti d'America.
Il Colorado è noto per i suoi intensi panorami di montagne, foreste, alte pianure, mesa, canyon, altipiani, fiumi, e terre desertiche. È uno dei due soli stati degli Stati Uniti d'America a essere un rettangolo perfetto (applicato sulla sfera planetaria e non con geometria euclidea, e per conseguenza con quattro confini rettilinei, per meridiani e paralleli; l'altro è il Wyoming). Denver è la capitale e città più popolosa; i residenti dello stato sono noti come "coloradiani". L'economia si basa principalmente su governo e difesa, estrazioni minerarie, agricoltura, turismo e manifattura. Con l'aumento delle temperature e il decremento della disponibilità di acqua, l'agricoltura, la silvicoltura e l'economia turistica sono poste in pericolo dal cambiamento climatico.
Il Colorado è uno degli stati più sviluppati, ricchi e con la popolazione più istruita. Si posiziona terzo come percentuale di popolazione oltre i 25 anni con una laurea e ottavo come percentuale di popolazione sopra i 25 anni con una laurea specialistica, nono tra gli Stati Uniti in base al Indice di sviluppo umano, ottavo per reddito pro-capite e nono per reddito familiare.
Il nome deriva dallo spagnolo colorado, che significa colorato (di rosso), ed era stato dato all'inizio al fiume Colorado, le cui acque sono rosse quando scorre in fase di piena attraverso i terreni erosi delle gole dei Canyon. L'animale simbolo è la pecora delle Montagne Rocciose, una specie di pecora nordamericana che deve il suo nome inglese (bighorn) alle corna.

## Storia

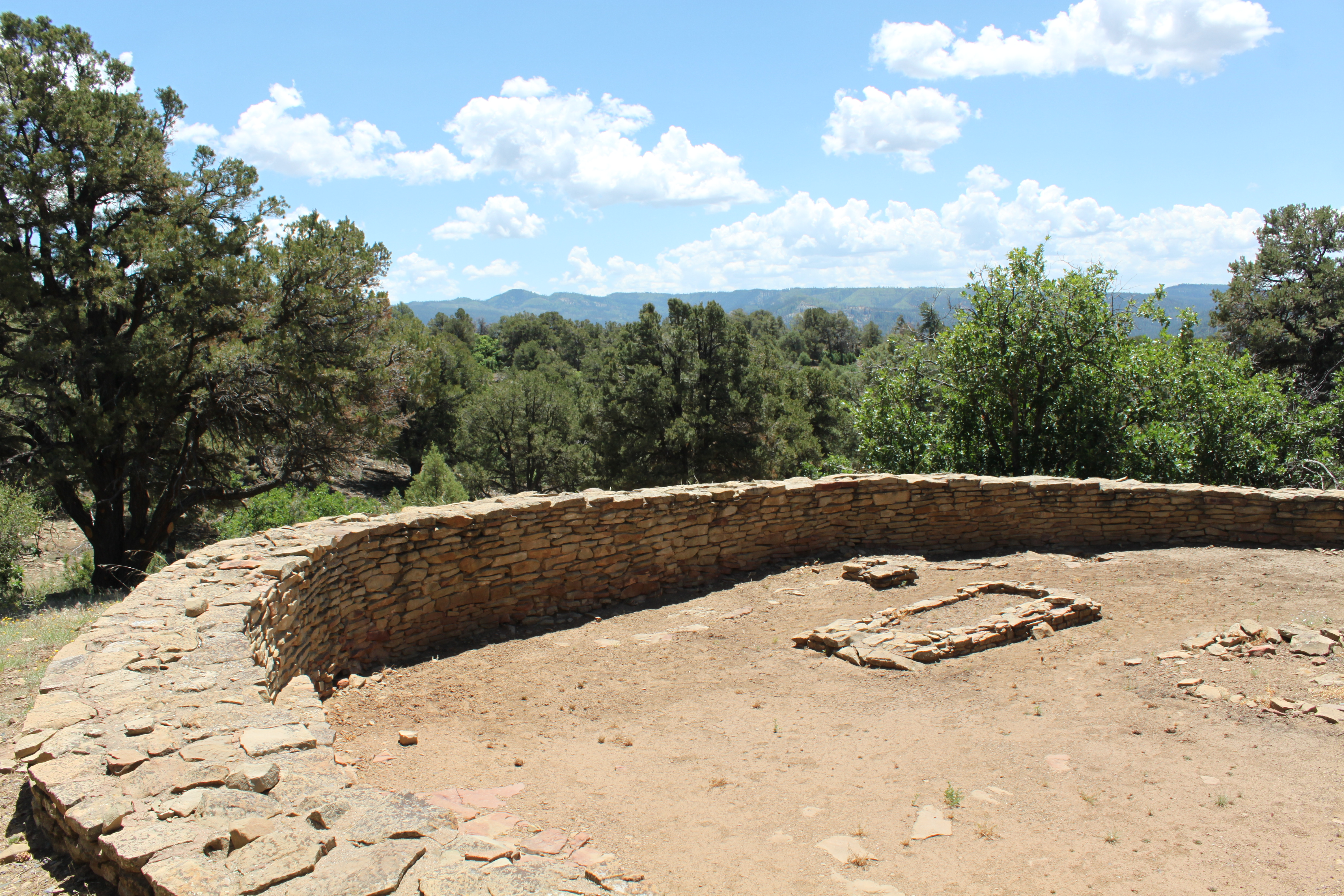
Grande Kiva al Chimney Rock nelle montagne di San Juan nel Colorado sud-occidentale. Si dice sia stata edificata dai Pueblo Ancestrali.

La regione che oggi è lo stato del Colorado è abitata dai nativi americani e dai loro antenati paleoamericani da almeno 13 500 anni, ma probabilmente da più di 37 000 anni. Il fronte orientale delle Montagne Rocciose fu un itinerario di migrazione importante nell'espansione dei primi popoli attraverso le Americhe. Il sito Lindenmeier nella contea di Larimer contiene manufatti che risalgono all'incirca al 8720 avanti Cristo. I Pueblo Ancestrali vissero nelle valli e nelle mesa dell'Altopiano del Colorado. Il popolo Ute abitò le valli montagnose delle Montagne Rocciose meridionali e occidentali, fino a spingersi ad est fino al Front Range. Anche gli Apache e i Comanche abitarono le parti orientali e meridionali dello stato; nel XVII secolo gli Arapaho e i Cheyenne si spostarono dalla regione dei Grandi Laghi verso ovest, per cacciare attraverso le Alte Pianure del Colorado e del Wyoming.

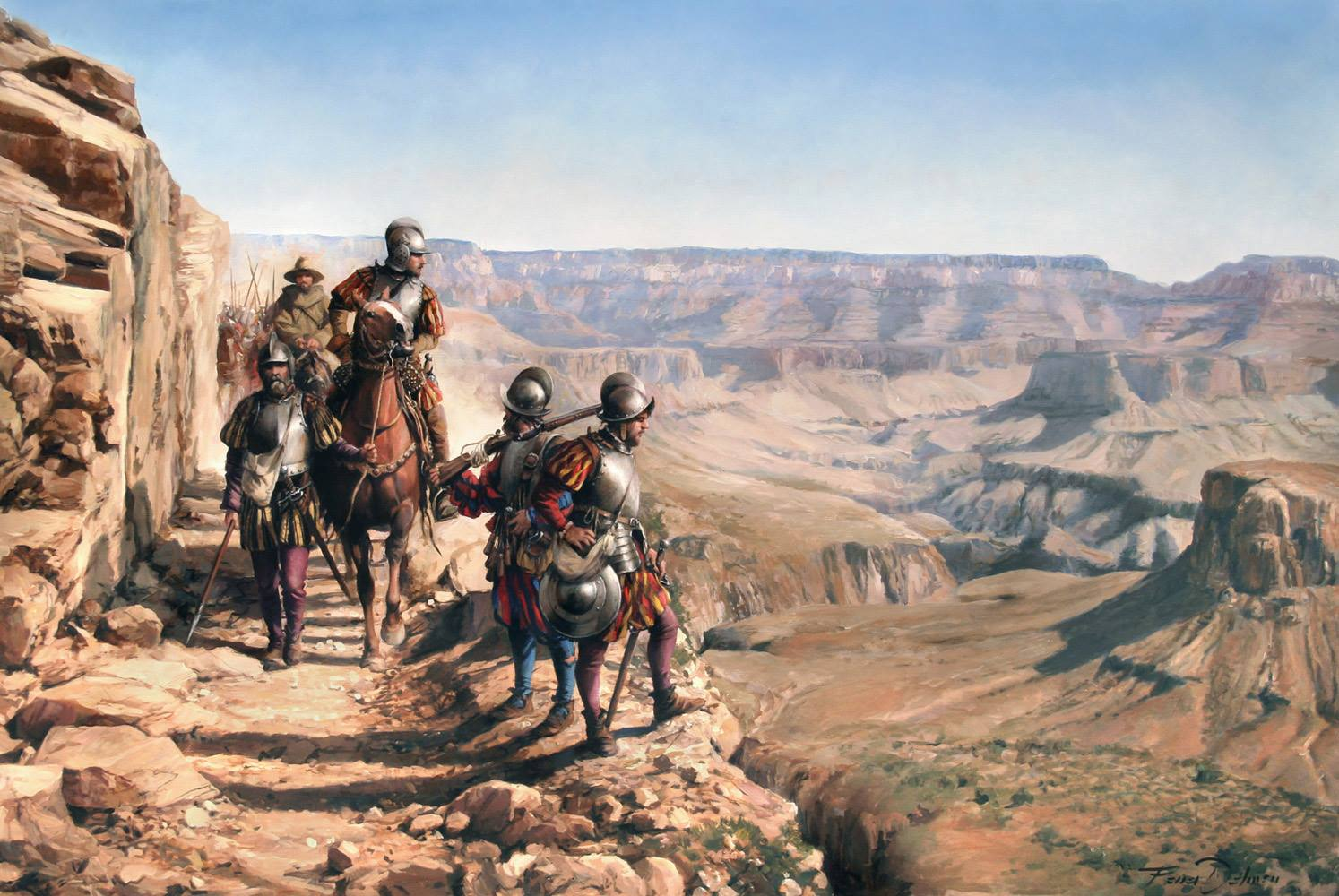
Gli spagnoli che scoprono il fiume Colorado che dà il nome allo Stato, nel 1540, opera di Augusto Ferrer-Dalmau. García López de Cárdenas guarda verso il Grand Canyon.

L'Impero spagnolo rivendicò il Colorado come parte della sua provincia del Nuovo Messico prima del coinvolgimento degli Stati Uniti nella regione. Gli Stati Uniti rivendicarono il territorio ad est delle Montagne Rocciose con l'acquisto della Louisiana dalla Francia nel 1803. La rivendicazione degli Stati Uniti confliggeva con quella spagnola nella parte alta del bacino del fiume Askansas, in quanto zona di commercio esclusiva della sua colonia di Santa Fe de Nuevo México. Nel 1806 Zebulon Pike guidò una spedizione di ricognizione dell'Esercito statunitense nella regione contesa; il colonnello Pike e le sue truppe vennero arrestate dai cavalieri spagnoli nella San Luis Valley il febbraio successivo, furono portati a Chihuahua e vennero espulsi dal Messico il successivo luglio.
Gli Stati Uniti rinunciarono alle loro rivendicazioni sulle terre a sud ed ovest del fiume Arkansas e a sud del 42º parallelo nord e ad ovest del 100º meridiano ovest, in cambio dell'acquisto della Florida dalla Spagna con il Trattato Adams-Onís del 1819, che ebbe effetto dal 22 febbraio 1821. Avendo stabilito il confine con la Spagna, gli Stati Uniti ammisero la parte sud-orientale del Territorio del Missouri all'Unione come stato del Missouri il 10 agosto 1821; la parte restante del Territorio, incluso quello che divenne il Colorado nord-orientale, divenne un territorio non organizzato e rimase così per i successivi 33 anni, durante il periodo della questione sulla schiavitù. Dopo 11 anni di guerra, la Spagna infine riconobbe l'indipendenza del Messico con il Trattato di Cordoba del 24 agosto 1821; il Messico ratificò poi il Trattato Adams–Onís Treaty nel 1831. La rivolta texana del 1835-36 fomentò una disputa tra gli Stati Uniti ed il Messico, che poi portò alla guerra messico-statunitense del 1846. Il Messico cedette il suo territorio settentrionale agli Stati Uniti con il Trattato di Guadalupe Hidalgo dopo la guerra, nel 1848.

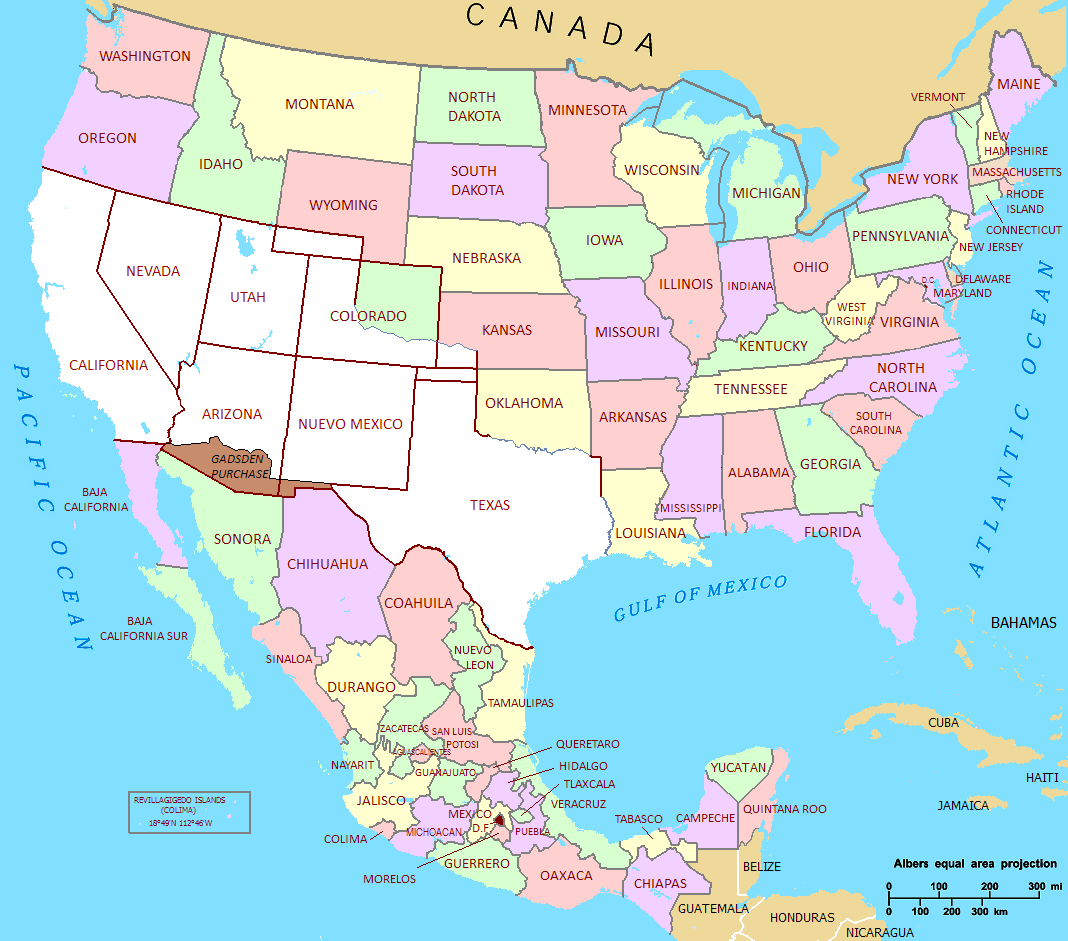
Cartina della cessione messicana, con il bianco che rappresenta i territori degli Stati Uniti ricevuti dal Messico (più la terra ceduta alla Repubblica del Texas dopo la guerra messico-statunitense. Oltre la metà del Colorado venne ricevuto dagli Stati Uniti con questo trattato.

Molti coloni americani che si spostavano verso ovest nell'Oregon Country, verso le miniere d'oro della California o verso i nuovi insediamenti mormoni dello stato di Deseret nella valle del Lago Salato, evitavano di passare per le difficili Montagne Rocciose meridionali e seguirono invece i fiumi North Platte e Sweetwater fino al South Pass, nel Wyoming, il valico più basso del Continental Divide tra le Montagne Rocciose meridionali e centrali. Nel 1849 i mormoni della Valle del Lago Salato organizzarono lo stato di Deseret fuori dalla legalità, reclamando l'intero Gran Bacino e tutte le terre attraversate dai fiumi Green, Grand e Colorado. Il governo federale degli Stati Uniti rifiutò di riconoscere il governo mormone, perché teocratico, e sanzionò la poligamia. Il Compromesso del 1850 divise la cessione messicana e i territori reclamati a nord-ovest dal Texas in un nuovo stato e due nuovi territori, lo stato della California, il Territorio del Nuovo Messico e il Territorio dello Utah. Il 9 aprile 1851 i coloni messico-americani provenienti dall'area di Taos si insediarono nel villaggio di San Luis, allora nel Territorio del Nuovo Messico, che in seguito divenne il primo insediamento euro-americano permanente del Colorato.

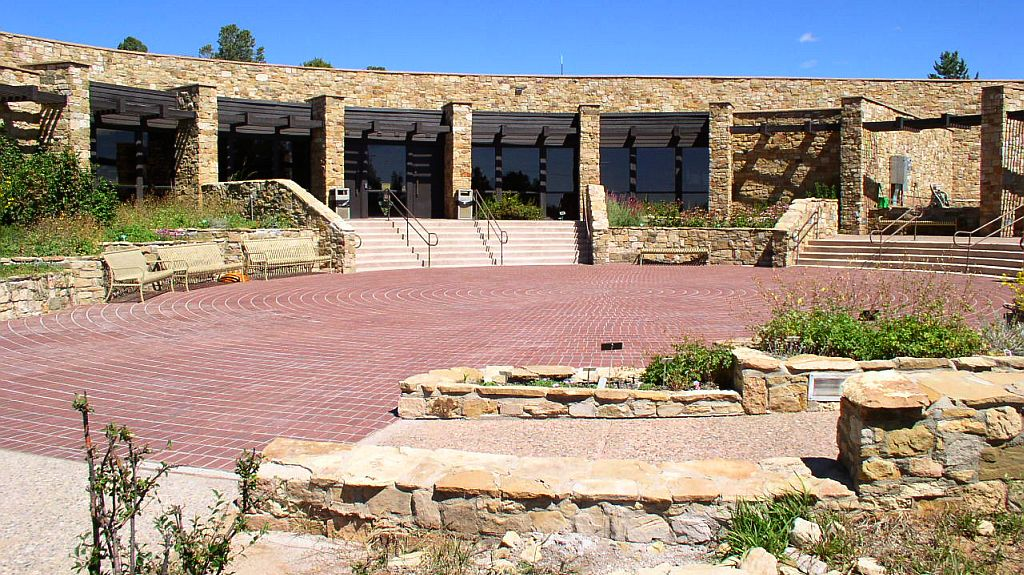
Il sito patrimonio degli Anasazi a Dolores

Nel 1854 il senatore Stephen A. Douglas convinse il Congresso degli Stati Uniti a dividere il territorio non organizzato ad est del Continental Divide in due nuovi territori organizzati, il Territorio del Kansas ed il Territorio del Nebraska, e una regione meridionale non organizzata conosciuta come Territorio indiano. Ogni nuovo territorio doveva decidere sul tema della schiavitù all'interno dei propri confini, ma questo compromesso servì solamente a generare conflitti tra gli oppositori e i favorevoli allo schiavismo.
Nel 1858 furono trovati diversi filoni d'oro vicino all'attuale Denver, e molti cercatori affluirono nella zona. Lo slogan "Pikes Peak or Bust" (arrivare a Pikes Peak o scoppiare) era usato per invogliare altri americani a diventare cercatori d'oro. Verso la fine del 1859 circa 100 000 persone si erano stabilite nell'area. Ci furono problemi con diverse tribù di Indiani, che avevano ricevuto tramite vari trattati diverse riserve. I cercatori d'oro organizzarono il governo provvisorio del Territorio di Jefferson il 24 agosto 1859, ma questo territorio non riuscì ad essere approvato dal Congresso, preso dal dibattito sulla schiavitù. Vi furono in seguito diversi scontri tra gli Indiani e le truppe governative, che culminarono nel massacro di Sand Creek, in cui vennero uccise diverse centinaia di uomini, donne e bambini della tribù dei Cheyenne. L'elezione di Abraham Lincoln alla presidenza degli Stati Uniti il 6 novembre 1860 portò alla secessione di nove stati schiavisti meridionali e la minaccia della guerra civile tra gli stati. Cercando di aumentare il potere politico degli stati dell'Unione, il Congresso dominato dal Partito Repubblicano ammise velocemente la porzione orientale del Territorio del Kansas nell'Unione come stato del Kansas il 29 gennaio 1861, lasciando la porzione occidentale del Territorio, e le sue aree con le miniere d'oro, come parte di un territorio non organizzato.

### Territorio del Colorado

I Territorio del Nuovo Messico, Utah, Kansas e Nebraska prima della creazione del Territorio del Colorado

Trenta giorni dopo, il 28 febbraio 1861 il Presidente uscente James Buchanan firmò una legge del Congresso che istituiva il libero Territorio del Colorado. I confini originari del Colorado rimasero immutati ad eccezione degli emendamenti avvenuti per via di ispezioni governative. Il nome Colorado fu scelto perché si credeva che il fiume Colorado nascesse nel territorio. Nel 1776 il parroco spagnolo Silvestre Vélez de Escalante registrò che i nativi americani dell'area conoscevano il fiume come el Rio Colorado per via del limo rossastro che il fiume portava dalle montagne. Nel 1859 una spedizione topografica dell'esercito guidata dal Capitano John Macomb posizionò la confluenza del Green River con il Grand River in quello che oggi è il Parco nazionale delle Canyonlands nello Utah. Il gruppo di Macomb designò la confluenza come la sorgente del fiume Colorado.
Il 12 aprile 1861 la Carolina del Sud aprì il fuoco di artiglieria su Fort Sumter, dando inizio alla guerra civile americana. Mentre molti cercatori d'oro simpatizzavano per i Confederati, la vasta maggioranza rimase fieramente leale alla causa dell'Unione.
Nel 1862 la cavalleria del Texas invase il Territorio del Nuovo Messico e conquistò Santa Fe il 10 marzo. L'oggetto di questa campagna occidentale era di impossessarsi e distruggere i giacimenti di oro del Colorado e della California e di impossessarsi dei porti sull'Oceano Pacifico a vantaggio della Confederazione. Una forza frettolosamente organizzata di volontari del Colorado marciò da Denver a Glorieta Pass, nel Territorio del Nuovo Messico, nel tentativo di bloccare i texani. Il 28 marzo i coloradiani e i volontari locali del Nuovo Messico fermarono i texani nella battaglia di Glorieta Pass, distrussero i loro cannoni e i loro rifornimenti, e dispersero 500 cavalli e muli. I texani furono obbligati a ritirarsi a Santa Fe. Avendo perso i rifornimenti per la campagna e trovando poco sostegno nel Nuovo Messico, i texani abbandonarono Santa Fe e tornarono a San Antonio sconfitti. La Confederazione non fece ulteriori tentativi di invadere gli Stati Uniti sud-occidentali.

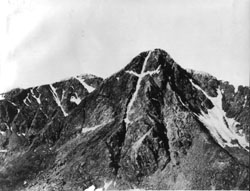
Monte della Santa Croce, fotografato da William Henry Jackson nel 1874

Nel 1864 il governatore territoriale John Evans nominò il reverendo John Chivington a Colonnello dei Volontari del Colorado con ordine di proteggere i coloni bianchi dai guerrieri Cheyenne e Arapaho, accusati di furto di bestiame. Il Colonnello Chivington ordinò alle sue truppe di attaccare un gruppo di Cheyenne e Arapaho accampati lungo Sand Creek; Chivington riportò che le sue truppe avevano ucciso più di 500 guerrieri. L'esercito tornò a Denver trionfante, ma diversi ufficiali riferirono che la cosiddetta battaglia era stato un palese massacro di Indiani in pace, che la maggior parte dei morti erano donne e bambini, e i corpi dei defunti erano stati mutilati e dissacrati. Tre inchieste dell'esercito statunitense condannarono l'azione; il Presidente entrante Andrew Johnson chiese al governatore Evans di dimettersi, ma nessuno dei perpetranti fu mai punito. Questo evento è oggi conosciuto come massacro di Sand Creek.
Nel corso e dopo la guerra civile, molti cercatori scoraggiati tornarono nei luoghi di origine, ma alcuni rimasero e svilupparono miniere, mulini, fattorie, ranch, strade e città nel Territorio del Colorado. Il 14 settembre 1864 James Huff scoprì l'argento presso Argentine Pass, il primo di molti giacimenti. Nel 1867 la Union Pacific Railroad posò i primi binari ad ovest di Weir, oggi Julesburg, nell'angolo nord-orientale del Territorio. La Union Pacific si collegò con la Central Pacific Railroad presso Promontory Summit, nello Utah, il 10 maggio 1869, per costituire la First Transcontinental Railroad. La Denver Pacific Railway raggiunse Denver nel giugno dell'anno successivo, e la Kansas Pacific Railway arrivò due mesi dopo per costituire la seconda linea attraverso il continente. Nel 1872 vennero scoperti ricchi giacimenti di argento nelle montagne San Juan nella riserva degli Ute nel Colorado sud-occidentale. Gli Ute vennero spostati da San Juan l'anno successivo.

### Ingresso nell'Unione

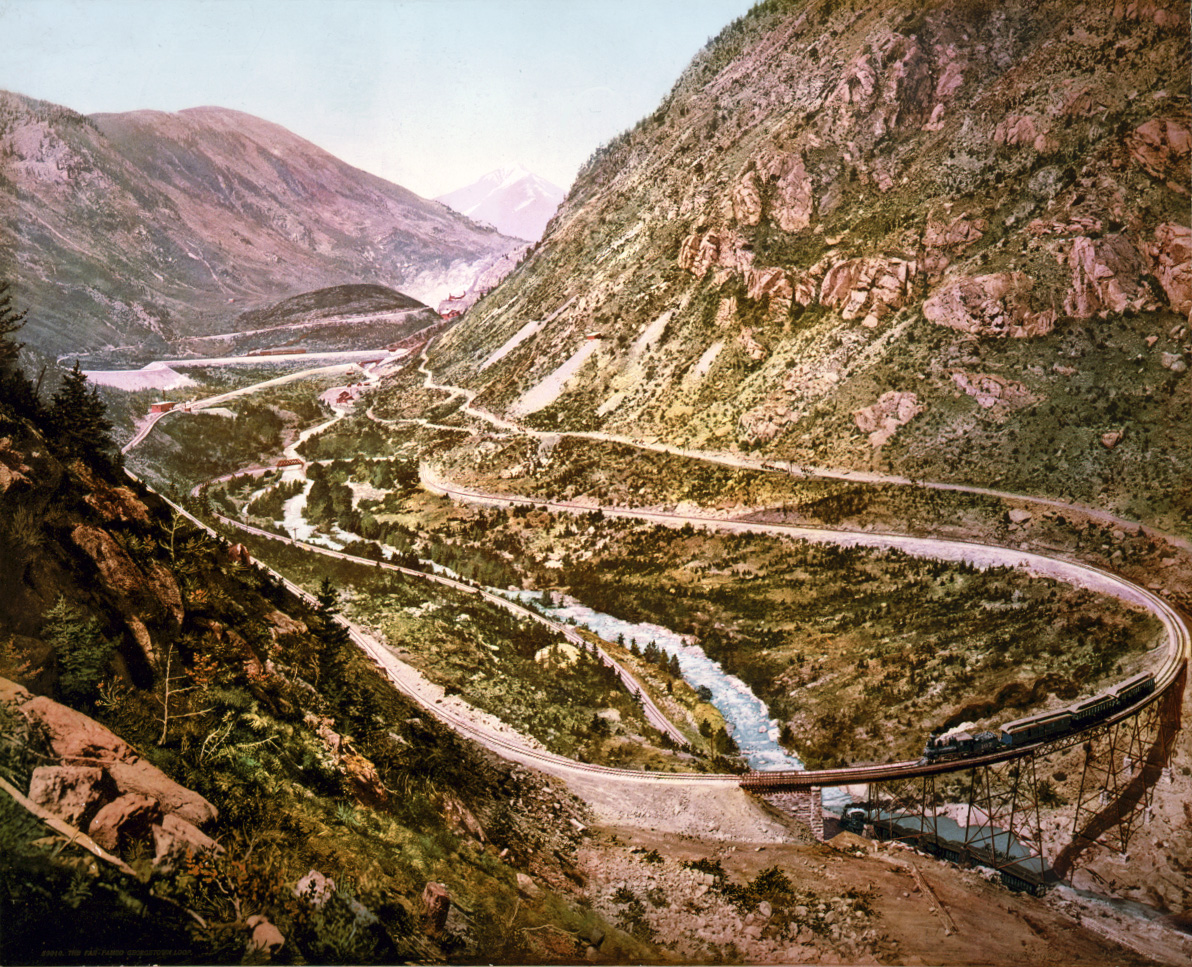
Il Georgetown Loop della Colorado Central Railroad fotografato da William Henry Jackson nel 1899

Il 43º Congresso approvò un atto il 3 marzo 1875, specificando i requisiti affinché il Territorio del Colorado potesse divenire uno stato. Il 1º agosto 1876 (quattro settimane dopo il Centenario degli Stati Uniti), il Presidente Ulysses S. Grant firmò una proclamazione che ammetteva il Colorado all'Unione come 38º stato, ottenendo così il nomignolo "Stato del Centenario".
La scoperta di un grande filone d'argento presso Leadville nel 1878 portò al boom dell'argento nel Colorado. Lo Sherman Silver Purchase Act del 1890 rafforzò l'attività mineraria e l'ultima, nonché la maggiore scoperta di oro presso Cripple Creek alcuni mesi dopo, spinse ad una nuova generazione di cercatori d'oro. Le donne del Colorado ottennero il diritto di voto il 7 novembre 1893, rendendo lo stato il secondo a garantire il suffragio universale e il primo tramite voto popolare (in cui votarono gli uomini del Colorado). L'abrogazione del Sherman Silver Purchase Act nel 1893 portò ad un clamoroso crollo dell'economia mineraria e agricola del Colorado, ma lo stato si riprese lentamente e con costanza. Tra gli anni 1880 e 1930, l'industria della floricoltura a Denver si sviluppò molto all'interno dello stato. Questo periodo divenne noto localmente come la "corsa all'oro dei garofani".

### XX e XXI secolo
Le pessime condizioni lavorative e lo scontento tra i minatori causarono alcuni grandi scontri tra gli scioperanti e la Guardia Nazionale del Colorado, tra cui lo sciopero del 1903-1904 e la guerra del carbone, in cui avvenne il massacro di Ludlow il 20 aprile 1914: le guardie private dei Rockefeller, proprietari della "Colorado Fuel and Iron Company" uccisero almeno venti persone, fra cui dodici fra donne e bambini; fu il momento più tragico della lotta dei minatori, che coinvolse fino a dodicimila lavoratori. Sia la guerra del carbone del 1913-1914 che lo sciopero dei tramvieri del 1920 portarono le truppe federali a intervenire per porre fine alle violenze. Nel 1927 il massacro della Miniera di Columbine causò sei morti tra gli scioperanti a causa di uno scontro con i Colorado Rangers. Più di 5 000 minatori del Colorado, la maggior parte immigranti, morirono in incidenti a partire dal momento in cui vennero mantenuti resoconti, dopo un incidente del 1884 a Crested Butte, dove morirono 59 persone.
Nel 1924 il Ku Klux Klan Colorado Realm arrivò a dominare la politica del Colorado; con adesioni al suo massimo, il Secondo Klan ottenne un controllo significativo sia a livello locale che statale, sia nel Partito Democratico che nel Partito Repubblicano, e in particolare nell'ufficio del governatore e nell'amministrazione cittadina di Denver, Canon City e Durango; un elemento particolarmente forte del Klan controllava la Polizia di Denver. Le croci bruciate divennero eventi semi-regolari in città come Florence e Pueblo. Il Klan colpiva afro-americani, cattolici, immigranti dell'Europa orientale, e altri gruppi protestanti non bianchi. Le iniziative di avvocati non appartenenti al Klan, tra cui Philip Van Cise, portarono ad un rapido declino del potere dell'organizzazione, i cui adepti crollarono significativamente entro la fine degli anni '20.

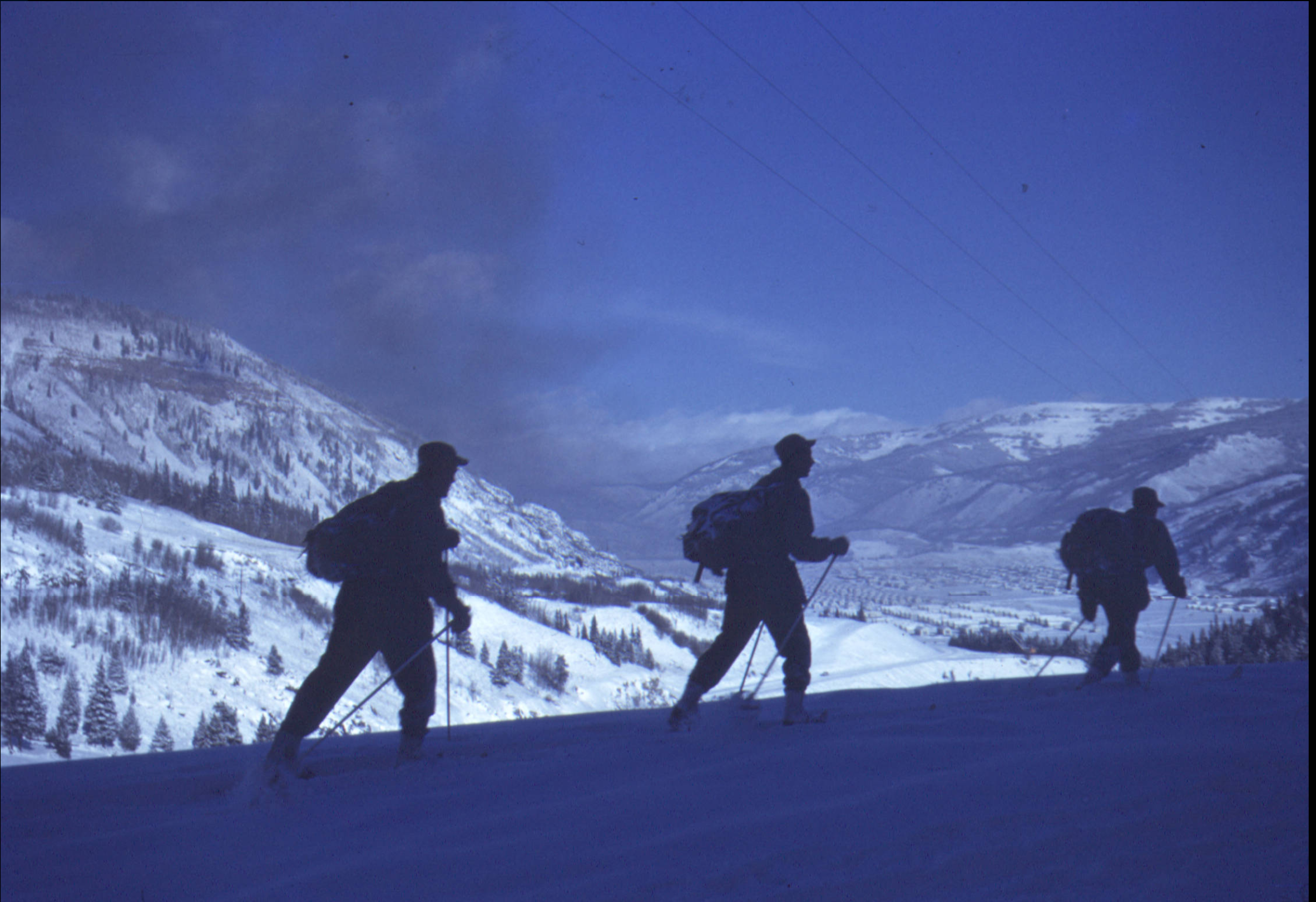
Tre sciatori della 10th Mountain Division sopra Camp Hale nel febbraio 1944.

Il Colorado divenne il primo stato occidentale ad ospitare una importante convention politica, quando il Partito Democratico si riunì a Denver nel 1908. Al censimento del 1930 il Colorado superò il milione di residenti. Lo stato soffrì fortemente durante la Grande depressione e nel Dust Bowl degli anni '30, ma dopo la seconda guerra mondiale una grande ondata di immigrazione rovesciò le sorti del Colorado: il turismo divenne un elemento fondamentale dell'economia, e l'alta tecnologia divenne un importante motore economico. Lo United States Census Bureau stima che la popolazione del Colorado abbia superato i cinque milioni nel 2009.
L'11 settembre 1957 si verificò un incendio alla Rocky Flats Plant, che produceva armi nucleari, il che portò ad una contaminazione da plutonio nelle aree circostanti.
Dagli anni '40 ai '70 molti movimenti di protesta passarono alla notorietà, specialmente a Danver, tra cui il movimento chicano, un movimento sociale e sostenente i diritti civili composto da messicano-statunitensi che enfatizzavano l'identità chicana, originato a Denver. La Conferenza Nazionale dei Giovani della Liberazione Chicana si tenne in Colorado nel marzo 1969.
Nel 1967 il Colorado fu il primo stato ad allentare le restrizioni sull'aborto, quando il governatore John Love firmò una legge che permetteva l'aborto in caso di stupro, incesto o pericolo per la salute mentale o fisica della donna. Molti stati seguirono l'esempio del Colorado, iniziando a permettere l'aborto negli anni '60 e '70.
A partire dai tardi anni '90 il Colorado è stato il sito di diverse sparatorie, incluso il massacro della Columbine High School del 1999, che ebbe rilievo internazionale, in cui Eric Harris e Dylan Klebold uccisero 12 studenti ed un insegnante prima di commettere suicidio; l'incidente ha poi causato diversi effetti copione. Il 30 luglio 2012 un uomo armato uccise 12 persone in un cinema ad Aurora. Lo stato rispose restringendo l'accesso alle armi, inclusa la capacità dei caricatori. Il 22 marzo 2021 un uomo uccise 10 persone, incluso un poliziotto, in un supermercato a Boulder; durante un episodio di violenza anti-LGBT, un uomo uccise 5 persone in un nightclub a Colorado Springs durante la notte del 19-20 novembre 2022.
Quattro navi da guerra della United States Navy portano il nome di USS Colorado; la prima fu chiamata come il fiume Colorado, e fu in servizio durante la guerra civile e in seguito nello Squadrone Asiatico, dove fu attaccata durante la spedizione statunitense in Corea del 1871. Le ultime tre navi furono chiamate in onore dello stato, incluso un incrociatore corazzato e la nave da battaglia USS Colorado; quest'ultima fu la capoclasse della classe Colorado e fu in servizio nella guerra del Pacifico a partire dal 194. La più recente unità navale a portare il nome USS Colorado è il sottomarino classe Virginia USS Colorado, commissionato nel 2018.
Dalla sorgente nel Wyoming alla foce nel golfo di California, il Colorado fornisce acqua agli Stati del Sud-Ovest (Arizona, Nuovo Messico, California, Nevada, Utah, Wyoming e Colorado).
Per lungo tempo gli Stati Uniti hanno gestito e controllato le acque del Colorado, entrando in conflitto con i bisogni e gli interessi degli agricoltori e gli abitanti del Messico. A partire dal 1944 ebbe inizio una serie di negoziazioni e trattati. Fu così costruito un sistema di canalizzazione che garantì al Messico il 10% delle acque del fiume. Dagli anni 1970, però, i messicani fecero rilevare che l'acqua a loro destinata conteneva una grande concentrazione di fitofarmaci e un elevato tasso di salinità, tanto da non poter essere utilizzata né per consumi umani, né per l'irrigazione. La situazione non è ancora completamente risolta e i rischi di conflitto restano latenti.

## Geografia

Il Colorado è noto per la sua geografia variegata, che comprende montagne alpine, altopiani, deserti con alte dune di sabbia, e profondi canyon. Nel 1861 il Congresso degli Stati Uniti definì i confini del nuovo Territorio del Colorado esclusivamente con linee di latitudine e longitudine, che si estendevano dal 37°N al 41°N, e dal meridiano 102°03' a quello 109°03' Ovest in longitudine (dal 25º al 32º meridiano a ovest del meridiano di Washington). Dopo 162 anni di rilevazioni del governo, i confini del Colorado furono definiti ufficialmente con 697 cippi di confine e 697 linee rette di confine. Colorado, Wyoming e Utah sono gli unici stati i cui confini sono definiti solamente da linee rette, senza elementi naturali. Presso l'angolo sud-occidentale del Colorado si trova il monumento dei Quattro Angoli, a 36°59′56″N e 109°2′43″W. Il monumento, situato nel punto in cui Colorado, Nuovo Messico, Arizona e Utah si incontrano, è l'unico punto degli Stati Uniti dove si incontrano quattro stati.
È lo Stato con la più alta quota media del territorio (2073 m). È anche l'unico Stato a essere interamente al di sopra dei 1000 m s.l.m. di quota. Il punto più basso (1010 m) è dove il fiume Arikaree supera il confine Colorado-Kansas.

### Pianure

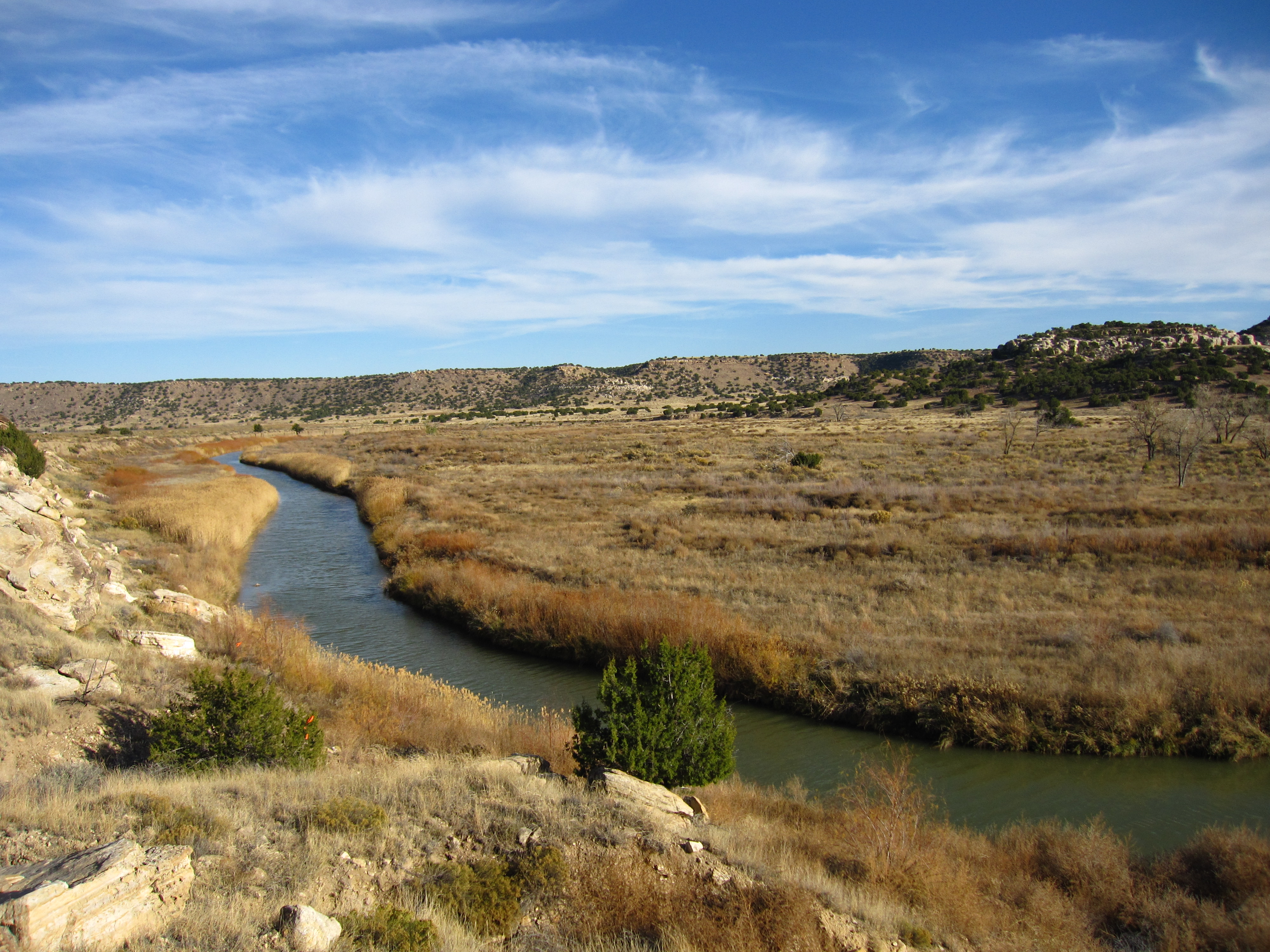
Gli aridi altipiani del Colorado sud-orientale

Circa metà del Colorado è pianeggiante e collinare; ad est delle Montagne Rocciose si trovano le Pianure Orientali, parte di quella regione degli altopiani (Alte Pianure) che è la continuazione della regione delle Grandi Pianure, con elevazioni che vanno dai 1 020 ai 2 090 metri sul livello del mare. Le pianure del Colorado sono principalmente praterie, ma comprendono anche foreste decidue, butte e canyon. Le precipitazioni ammontano in media tra 380 e 640 mm all'anno.
Il Colorado orientale è principalmente costituito da terreni agricoli e pascoli, e si trovano piccoli villaggi, fattorie e cittadine. Mais, grano, fieno, soia e avena sono i principali raccolti; molti villaggi e città in questa regione hanno spesso una torre dell'acquedotto e granai. L'acqua per l'irrigazione viene ricavata sia da fonti in superficie che dalle falde sotterranee; le acque di superficie provengono principalmente dal South Platte, il fiume Arkansas, e altri torrenti, mentre l'acqua sotterranea viene estratta solitamente tramite pozzi artesiani. Ci sono fattorie irrigate, ma la maggior parte dello sfruttamento agricolo si basa su colture appositamente studiate per i terreni secchi (dryland farming), o per il pascolo e allevamento di bestiame (ranching); nonostante questo, l'uso intensivo di questi pozzi per l'irrigazione ha portato alla riduzione delle riserve idriche nella regione. Nel Colorado orientale si pratica di frequente l'allevamento, con allevamenti di bestiame e di maiali.

### Front Range

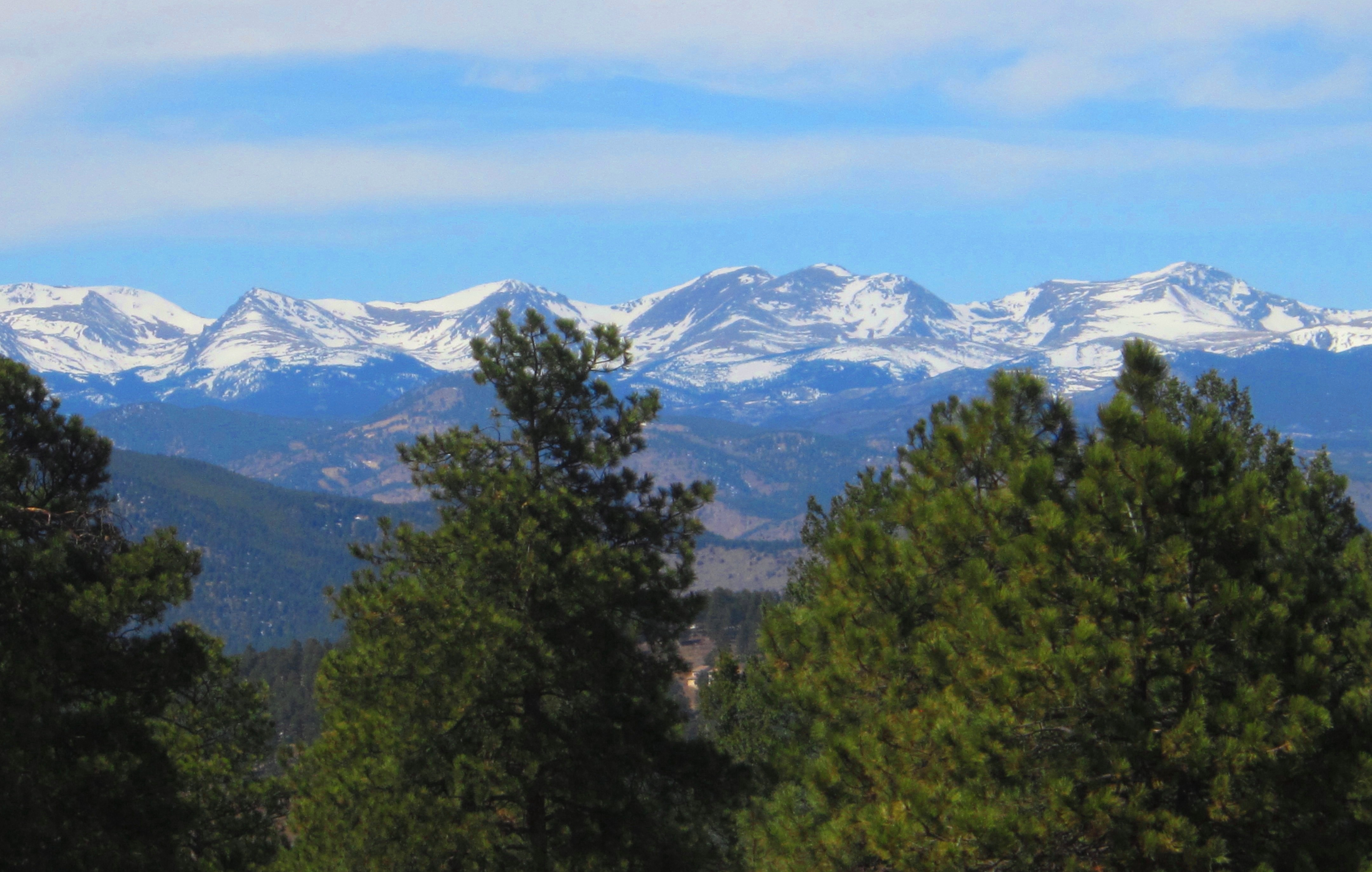
Front Range ad ovest di Denver

Circa il 70% della popolazione del Colorado risiede lungo la cresta orientale delle Montagne Rocciose, la catena di monti che segna in maniera netta il confine tra il paesaggio montuoso dell'ovest e le pianure dell'est, nel corridoio urbano tra Cheyenne e Pueblo. In particolare, la popolazione si concentra lungo il corridoio della strada interstatale I-25 che attraversa tutto lo Stato da nord a sud, incrociandosi con la I-70 nei pressi di Denver. Questa regione è parzialmente protetta dalle forti tempeste che giungono dalla regione dell'Oceano Pacifico dalle alte cime nel mezzo del Colorado. La "Front Range" comprende Denver, Boulder, Fort Collins, Loveland, Castle Rock, Colorado Springs, Pueblo, Greeley, e altre città e comuni frapposti. A ovest del Front Range c'è lo spartiacque continentale delle Americhe. Più a ovest c'è il Western Slope del Colorado, una regione montuosa ancor meno abitata del Front Range. A ovest dello spartiacque continentale le acque sono raccolte dal bacino del fiume Colorado e finiscono così nell'Oceano Pacifico. Su questo lato delle montagne, i principali centri di popolazione del Colorado occidentale, sono le città di Grand Junction, Durango e Montrose.

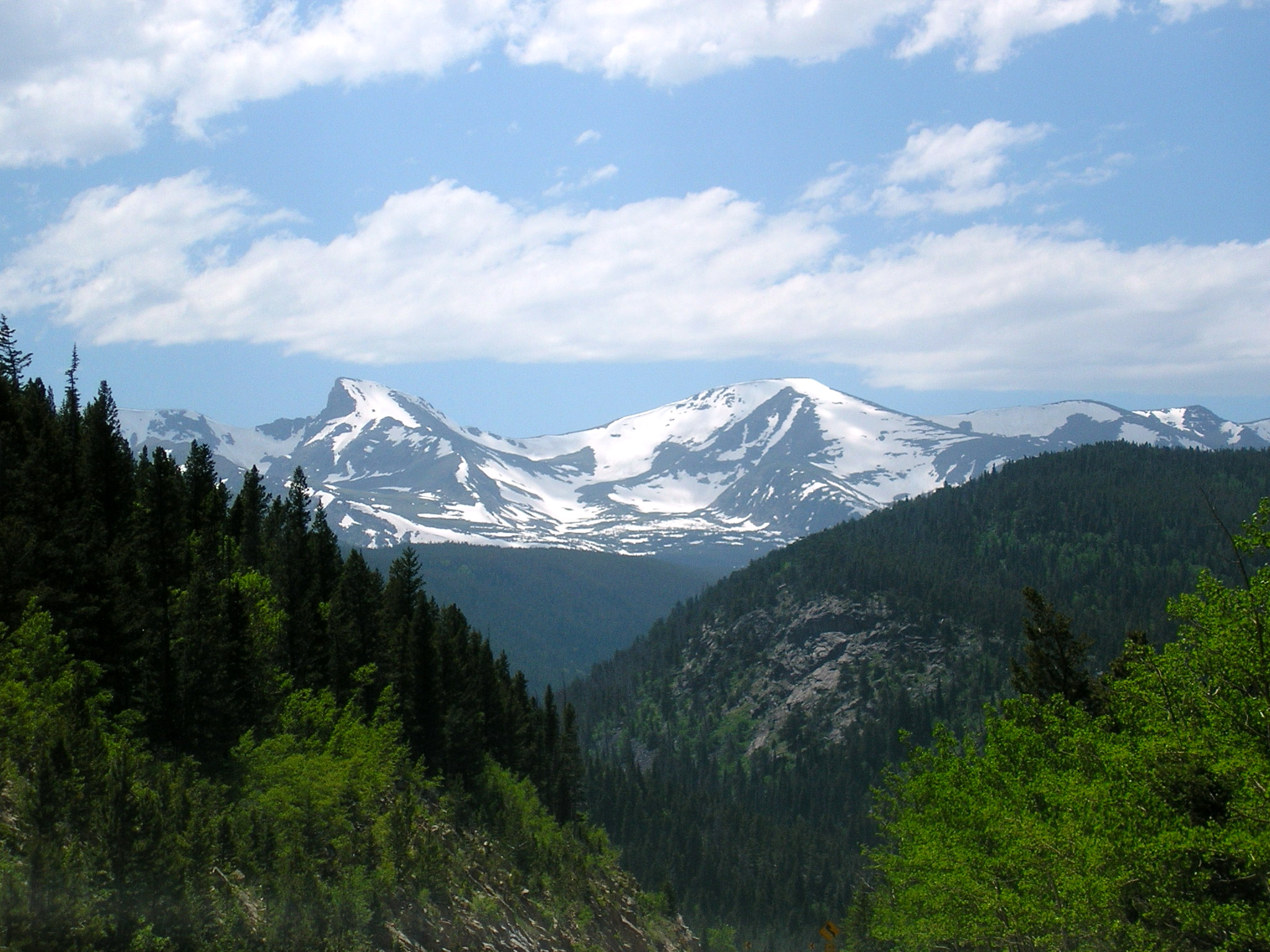
Le Montagne Rocciose del Colorado presso la Contea di Boulder.

### Montagne

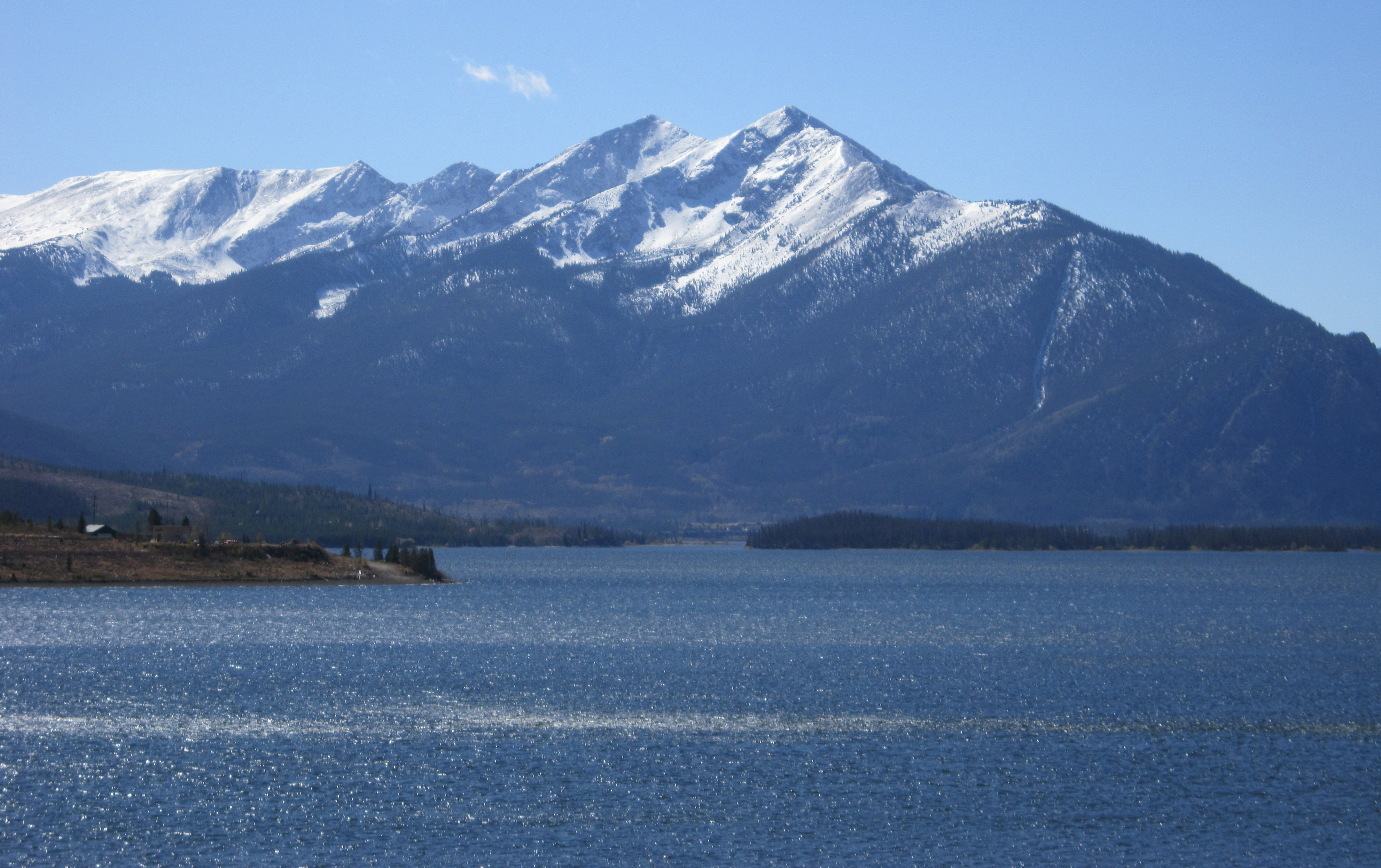
La Tenmile Range ed il bacino di Dillon presso Breckenridge

A ovest ci sono le Montagne Rocciose, i cui picchi maggiori sono Longs Peak, Mount Evans, Pikes Peak e Spanish Peaks vicino a Walsenburg nel sud. Questa area è il bacino di fiumi che da est e sud-est confluiscono nel fiume Mississippi o nel Rio Grande, fino al Golfo del Messico. Quest'area presenta molte foreste ed è parzialmente urbanizzata. Lo sfruttamento delle foreste per il legname e per il pascolo è stato rallentato dall'urbanizzazione. Gli incendi delle foreste, seguiti alla grande siccità del 2002, hanno sconvolto quest'area.

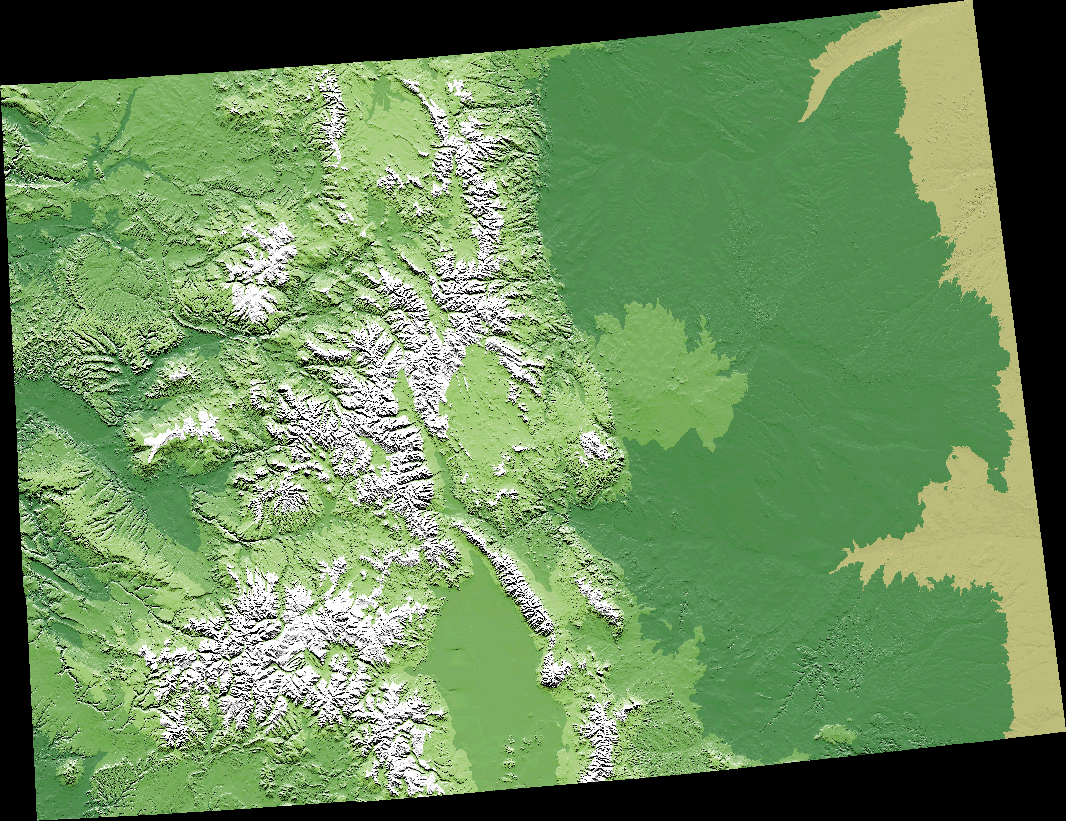
Modello digitale dell'orografia del Colorado; si noti come la metà orientale sia assolutamente pianeggiante.

Le Montagne Rocciose presentano decine di picchi al di sopra dei 4000 m. La vegetazione è costituita da conifere, che possono arrivare fino ai 4000 m nel sud dello Stato, e fino ai 3200 m nel nord; al di sopra di queste quote resiste solo la vegetazione di tipo alpino. Le montagne sono innevate solo in inverno. Ad agosto si scioglie pressoché tutto, con l'eccezione di qualche piccolo ghiacciaio. La Colorado Mineral Belt, che si estende dalle montagne San Juan nel sud-ovest, verso Boulder e Central City nel Front Range, conserva la maggior parte degli storici distretti di miniere d'oro e d'argento del Colorado.
Nel sud sono presenti le montagne San Juan, una catena montuosa estremamente impervia, e a ovest di questi, l'Altopiano del Colorado, un'area semidesertica in quota che prosegue nello Utah. Grand Junction è la maggiore cittadina del Western Slope ed è attraversata dalla I-70. A sud-est di Grand Junction c'è la Grand Mesa, la più grande montagna al mondo con cima piatta. Più a est, grosso modo al centro dello Stato, vi sono le rinomate località sciistiche di Aspen, Vail, Crested Butte e Steamboat Springs. L'angolo nord-occidentale al confine con Utah e Wyoming è montuoso e spopolato. Mount Elbert (4399 m s.l.m.) è la cima più alta delle Montagne Rocciose, per la parte continentale degli Stati Uniti. Il famoso Pikes Peak a ovest di Colorado Springs, nei giorni tersi, è visibile fin dalla zona al confine con il Kansas. Le 30 maggiori come delle Montagne Rocciose del Nord America sono tutte nello stato.
La cima del monte Elbert si trova a 4 401,2 metri nella contea di Lake ed è il punto più alto del Colorado e delle Montagne Rocciose dell'America del Nord. Il Colorado è l'unico stato dell'Unione che sorge interamente sopra i 1 000 metri di altitudine; il punto in cui il fiume Arikaree esce dalla contea di Yuma ed entra nella contea di Cheyenne, in Kansas, è il punto più basso del Colorado, a 1 011 metri di elevazione. Tra tutti i punti a minore elevazione degli stati dell'Unione, questo è il più alto ed è anche più alto del punto più elevato di altri 18 stati, più il Distretto di Columbia.

#### Continental Divide

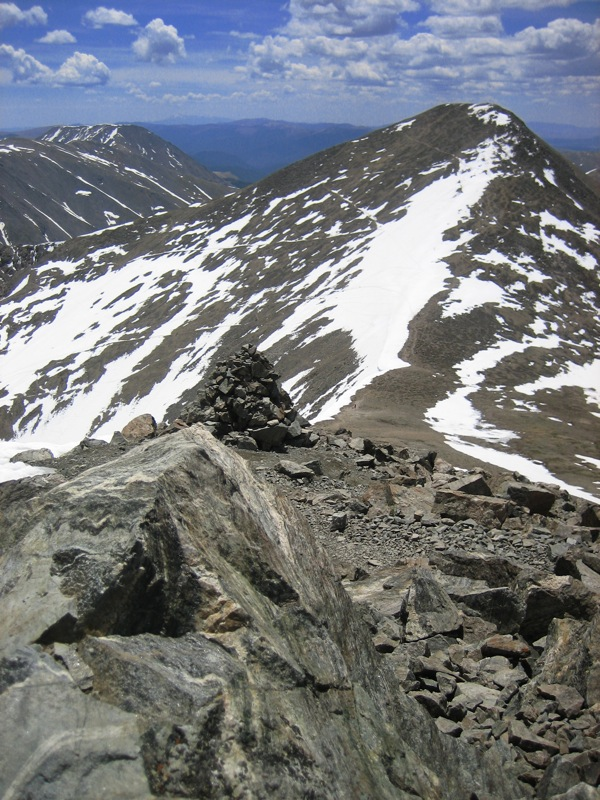
Grays Peak a 4352 metri di altitudine è il punto più alto dello spartiacque continentale delle Americhe nel Nord America.

Il Continental Divide si estende lungo la cresta delle Montagne Rocciose; l'area del Colorado ad ovest del Continental Divide è chiamata Colorado Western Slope. Ad ovest del Continental Divide, le acque scorrono verso sud-ovest tramite il fiume Colorado e il Green River verso il Golfo di California.
Nella regione delle Montagne Rocciose vi sono numerosi ampi parchi e vasti bacini fluviali. A nord, a est dello spartiacque continentale, c'è il bacino North Park. Il North Park è bagnato dal North Platte River, che scorre verso nord fino al Wyoming e Nebraska. Poco più a sud ma a ovest dello spartiacque continentale, c'è il bacino Middle Park, attraversato dal fiume Colorado. Il bacino South Park sta a monte del South Platte River. A sud, nella San Luis Valley, ci sono le sorgenti del Rio Grande, che poi scorre nel Nuovo Messico. Attraverso il massiccio montuoso del Sangre de Cristo Range, a est della San Luis Valley, sorge la Wet Mountain Valley. Tutti questi bacini, in particolare la San Luis Valley, sorgono lungo la spaccatura del Rio Grande e le sue ramificazioni.

### Regione centro-meridionale

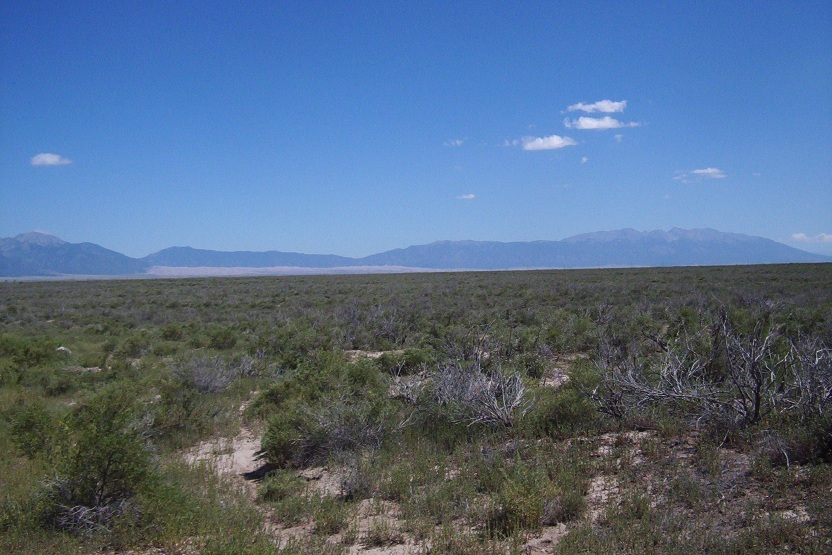
I deserti aridi che costituiscono la San Luis Valley nel Colorado meridionale

Nel Colorado centro-meridionale si trova la grande San Luis Valley, dove si trovano le sorgenti del Rio Grande. La parte settentrionale della valle è nel bacino chiuso di San Luis, un bacino endoreico che ha contribuito a creare le grandi dune di sabbia. La valle si trova tra i monti Sangre de Cristo e le montagne San Juan. Il Rio Grande raccoglie le acque verso sud verso il Nuovo Messico, Texas e Messico; lungo la catena Sangre de Cristo ad est della valle di San Luis si trova la Wet Mountain Valley. Questi bacini, in particolare la San Luis Valley, si trovano lungo il rift del Rio Grande, una grande formazione geologica delle Montagne Rocciose.

### Western Slope

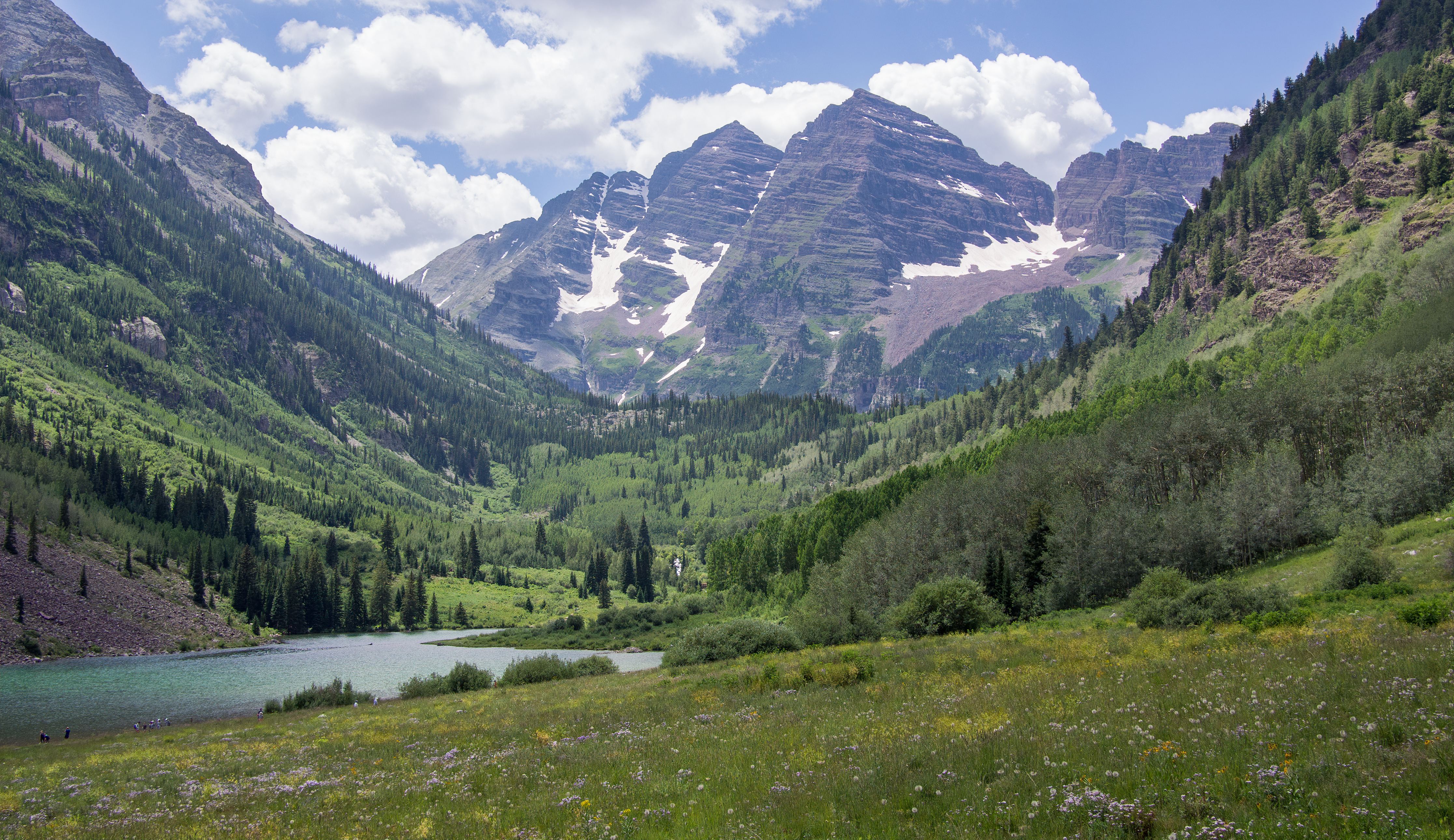
Maroon Bells, a 4317 metri, è parte della foresta nazionale di White River ed è una destinazione turistica

Il Western Slope comprende il versante occidentale delle Montagne Rocciose e tutta l'area compresa fino al confine occidentale. Questa regione comprende diversi ambienti e climi, dalle montagne alpine fino ai deserti aridi. La Western Slope comprende molti resort sciistici sulle Montagne Rocciose e città vicine allo Utah. È una zona meno popolata del Front Range, ma comprende molti parchi nazionali e monumenti.
La zona nord-occidentale del Colorado è una regione scarsamente popolata, e contiene parte del Dinosaur National Monument, che non è solo un'area paleontologica, ma offre anche panorami sulle montagne rocciose, canyon, deserti aridi e corso d'acqua. Qui il Green River scorre per un breve tratto nello stato del Colorado.
Il Western Slope è attraversato dal fiume Colorado e dai suoi affluenti (principalmente il Gunnison, il Green River e il San Juan); il fiume Colorado scorre attraverso il Glenwood Canyon, e poi attraverso una valle arida costituita da deserti da Rifle a Parachute, attraverso il canyon desertico del De Beque Canyon, e poi nell'arido deserto di Grand Valley, dove si trova la città di Grand Junction.
Nella regione si trovano anche la Grand Mesa a sud-est di Grand Junction, le alte montagne San Juan, e l'altopiano del Colorado, a nord e ovest delle montagne San Juan.
Grand Junction, alla confluenza dei fiumi Colorado e Gunnison, è la maggiore città nel Western Slope; Grand Junction e Durango sono i soli grandi centri per la trasmissione televisiva a ovest del Continental Divide, e molte comunità montane pubblicano quotidiani. Grand Junction si trova all'incrocio dell'Interstate 70 e la US50, le sole principali autostrade nel Colorado occidentale. La città si trova anche lungo la principale ferrovia del Western Slope, la Union Pacific Railroad, sulla quale transita il treno passeggeri California Zephyr di Amtrak, che attraversa le Montagne Rocciose tra Denver e Grand Junction.
Il Western Slope include diverse destinazioni popolati nelle Montagne Rocciose del Colorado, tra cui Glenwood Springs, con i suoi resort e le terme, e le stazioni sciistiche di Aspen, Breckenridge, Vail, Crested Butte, Steamboat Springs e Telluride.
Sono presenti la Colorado Mesa University a Grand Junction, la Western Colorado University a Gunnison, il Fort Lewis College a Durango e il Colorado Mountain College a Glenwood Springs e Steamboat Springs.
Il monumento dei Quattro Angoli nell'angolo sud-occidentale del Colorado segna il confine comune tra Colorado, Nuovo Messico, Arizona e Utah, e si tratta di una situazione unica in tutti gli Stati Uniti.

## Clima

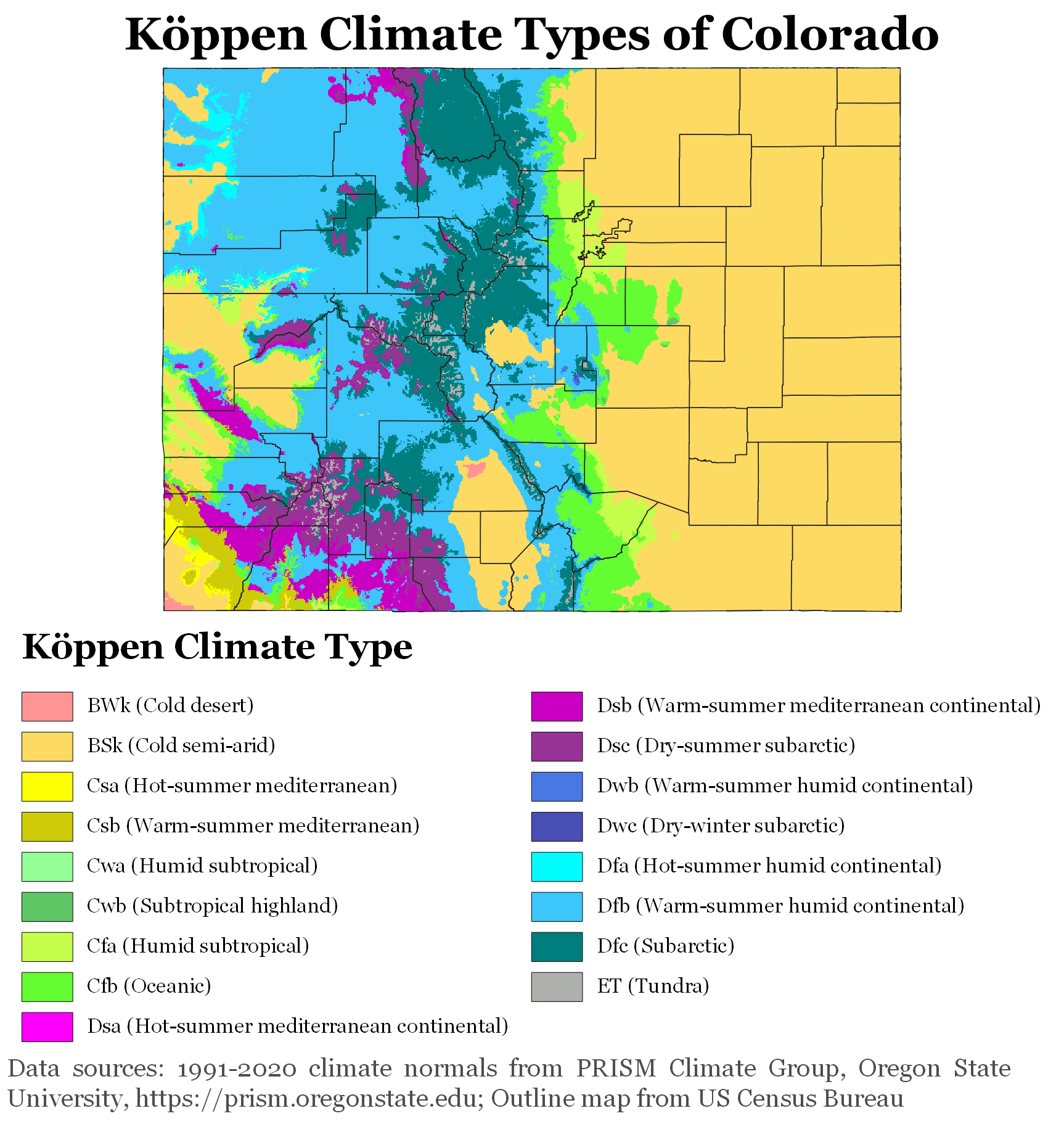
Classificazione dei climi di Köppen del Colorado, con normali climatologiche del 1991-2020.

Il clima del Colorado è più complesso rispetto agli stati al di fuori delle Montagne Rocciose; diversamente da molti altri stati, il Colorado meridionale non è sempre più caldo della parte settentrionale. Gran parte dello stato è costituito da montagne, colline, altipiani e deserti. Le montagne e le valli circostanti influenzano molto il clima locale. Il Colorado nord-orientale, orientale e sud-orientale è costituito principalmente da altipiani, mentre il Colorado settentrionale è un misto di altipiani, colline e montagne. La zona nord-occidentale e occidentale è prevalentemente montagnosa, con alcuni deserti, mentre la zona meridionale e sud-occidentale è un complesso miscuglio di deserti e aree montagnose.

### Pianure orientali
Il clima delle pianure orientali è semi-arido (classificazione dei climi di Köppen: BSk) con poca umidità e precipitazioni moderate, di solito tra i 380 e 640 millimetri l'anno, anche se molte aree vicine ai fiumi hanno un clima semi-umido. Questa area è nota per essere molto soleggiata e fresca, con notti serene che conferiscono alla regione una elevata escursione termica. La differenza tra le massime del giorno e le minime della notte può essere considerevole, con il calore che viene dissipato nello spazio durante le notti, e la radiazione solare che non viene trattenuta dalle nubi. Il Front Range urban corridor, dove vive la maggior parte della popolazione del Colorado, sorge in una pronunciata ombra pluviometrica, per il fatto di essere sottovento rispetto alle Montagne Rocciose..
In estate questa regione presenta spesso temperature oltre i 35 °C, spesso anche di 38 °C. Nelle pianure, le minime invernali variano da −4 a −23 °C; circa il 75% delle precipitazioni avviene tra aprile e settembre, ma quest'area è molto incline alla siccità. Gran parte delle precipitazioni proviene da temporali, che possono essere di forte intensità, e dalle tempeste di neve che si verificano in inverno e all'inizio della primavera. Per il resto, l'inverno tende ad essere principalmente secco e freddo.
In quasi tutta la regione, marzo è il mese più nevoso. Aprile e maggio sono normalmente quelli più piovosi, mentre aprile è il mese con maggiori precipitazioni in assoluto. Le città del Front Range più vicine alle montagne tendono ad essere più calde in inverno a causa dei venti di Chinook che riscaldano l'area, portando a volte temperature intorno ai 20 °C in inverno. La temperatura media di luglio è 13 °C al mattino e 32 °C nel pomeriggio; la temperatura media di gennaio è −8 °C al mattino e 9 °C nel pomeriggio, anche se le variazioni tra giorni consecutivi possono raggiungere anche i 20 °C.

### Aree collinari del Front Range
Subito ad ovest delle pianure verso le colline, c'è una grande varietà di climi; luoghi che si trovano a pochi chilometri di distanza possono avere condizioni meteo completamente diverse, a seconda della topografia. Molte valli hanno un clima semi-arido, non diverso da quello delle pianure orientali, che diventa alpino al crescere dell'altitudine. Localmente si trovano molti microclimi che spazzano l'intero spettro dei climi, compresi i climi oceanici (Cfb/Cwb), subtropicali umidi (Cfa), continentali umidi (Dfa/Dfb), mediterranei (Csa/Csb) e sub-artici (Dfc).

### Eventi estremi
Gli eventi climatici estremi sono comuni nel Colorado, anche se una significativa porzione di questi si verifica in zone scarsamente popolate. I temporali sono comuni nella zona ad est dello spartiacque continentale delle Americhe in primavera ed estate, e sono solitamente brevi. La grandine è comune nelle montagne ad est del Continental Divide e lungo le pianure orientali, specialmente nella parte nord-orientale dello stato; questa è considerata il maggiore rischio della stagione calda, e occasionalmente causa danni alle persone, oltre alle proprietà. Le pianure orientali sono soggette ad alcune delle più gravi tempeste di grandine del Nord America; tra i principali esempi vi sono le tempeste che hanno colpito Denver l'11 luglio 1990, e 8 maggio 2017, quest'ultima è stata quella che ha causato più danni economici in assoluto.
Le pianure orientali fanno parte della porzione occidentale del Tornado Alley; tra i tornado più gravi verificatisi nelle pianure orientali vi sono quello di Limon (categoria F3) del 1990 e quello di Windsor (categoria EF3) del 2008, che devastò una piccola città. Alcune parti delle pianure orientali vengono colpite da frequenti tornado, sia generati da mesocicloni in temporali in supercella, sia da tornado meno intensi come nella zona di Denver.
Le pianure sono anche soggette a inondazioni occasionali, anche molto rapide e gravi (flash floods), che sono causate dai temporali e dal rapido scioglimento della neve sulle montagne durante i mesi più caldi; tra i principali eventi vi sono le inondazioni a Denver del 1965, l'inondazione del fiume Big Thompson del 1976 e le inondazioni del Colorado del 2013. Il clima caldo è comune durante le estati a Denver; il record della città di giorni consecutivi oltre i 32 °C stabilito nel 1991 è stato superato nell'estate del 2008, con 24 giorni, che ha superato di quasi una settimana il precedente record.
Gran parte del Colorado è molto secca, e lo stato raccoglie solamente 430 mm di piogge all'anno in media. Il Colorado si trova raramente in uno stato in cui alcune porzioni del territorio non si trovano in uno stato di siccità di qualsiasi livello. La mancanza di precipitazioni contribuisce ai gravi incendi nello stato, come l'incendio Hayman del 2002. Tra gli altri gravi incendi vi sono quello di Fourmile Canyon del 2010, quello del Waldo canyon e High Park del giugno 2012, e quello della Black Forest del giugno 2013; questi incendi furono superati in gravità dall'incendio di Pine Gulch, da quello di Cameron Peak, e East Troublesome nel 2020, tutti e tre furono i maggiori incendi della storia del Colorado. L'incendio Marshal iniziato il 30 dicembre 2021, anche se non fu il maggiore della storia dello stato, fu il più distruttivo riguardo alle proprietà.
Alcune delle regioni montagnose del Colorado sono tuttavia molto umide per effetto delle nevicate invernali. La primavera scioglie queste nevi, spesso causando importanti piene nei fiumi Yampa, Colorado, Rio Grande, Arkansas, North Platte e South Platte.
L'acqua che scorre dalle Montagne Rocciose del Colorado rappresenta una fonte significativa per le fattorie e le città degli stati sud-occidentali del Nuovo Messico, Arizona, Utah e Nevada, oltre al Midwest, come il Nebraska e il Kansas, e gli stati meridionali dell'Oklahoma e Texas. Parte delle acque viene direzionata verso la California, e occasionalmente le acque raggiungono anche il Messico settentrionale.

### Record
La più alta temperatura ufficiale mai registrata in Colorado è stata di 46,1 °C il 20 luglio 2018 alla diga John Martin; la temperatura ufficiale più bassa è stata di −51,7 °C il 1º febbraio 1985 a Maybell.
| Città            | Gen   | Feb   | Mar   | Apr   | Mag  | Giu   | Lug   | Ago   | Set   | Ott   | Nov   | Dic   |
| ---------------- | ----- | ----- | ----- | ----- | ---- | ----- | ----- | ----- | ----- | ----- | ----- | ----- |
| Alamosa          | 2/−19 | 4/−14 | 10/−8 | 15/−4 | 21/1 | 26/5  | 28/8  | 27/8  | 23/4  | 17/−4 | 8/−11 | 2/−17 |
| Colorado Springs | 6/−8  | 7/−7  | 11/−3 | 16/1  | 21/6 | 26/11 | 29/14 | 28/13 | 24/8  | 17/2  | 11/−4 | 6/−8  |
| Denver           | 9/−7  | 9/−6  | 13/−2 | 18/2  | 23/8 | 29/12 | 33/16 | 32/16 | 27/10 | 20/3  | 13/−3 | 8/−8  |
| Grand Junction   | 3/−8  | 7/−4  | 14/-1 | 18/3  | 24/8 | 31/13 | 34/17 | 32/16 | 27/11 | 19/4  | 11/−2 | 4/−7  |
| Pueblo           | 8/−10 | 11/−8 | 15/−3 | 19/1  | 25/7 | 31/12 | 34/15 | 32/14 | 28/9  | 21/1  | 13/−5 | 8/−10 |

| Mese                  | Mesi | Mesi | Mesi | Mesi | Mesi | Mesi | Mesi | Mesi | Mesi | Mesi | Mesi | Mesi | Stagioni | Stagioni | Stagioni | Stagioni | Anno |
| Mese                  | Gen  | Feb  | Mar  | Apr  | Mag  | Giu  | Lug  | Ago  | Set  | Ott  | Nov  | Dic  | Inv      | Pri      | Est      | Aut      | Anno |
| --------------------- | ---- | ---- | ---- | ---- | ---- | ---- | ---- | ---- | ---- | ---- | ---- | ---- | -------- | -------- | -------- | -------- | ---- |
| T. max. assoluta (°C) | 29   | 31   | 36   | 38   | 42   | 46   | 46   | 44   | 48   | 38   | 32   | 31   | 31       | 42       | 46       | 48       | 48   |
| T. min. assoluta (°C) | −49  | −52  | −42  | −34  | −24  | −12  | −8   | −9   | −19  | −33  | −38  | −46  | −52      | −42      | −12      | −38      | −52  |

### Terremoti
Nonostante la conformazione montagnosa, il Colorado è abbastanza tranquillo in tema di terremoti. Il Centro di Informazione Nazionale sui Terremoti si trova a Golden.
Il 22 agosto 2011 un terremoto di magnitudo 5.3 si è verificato a 14 km a sud-est della città di Trinidad. Non vi furono vittime e si verificarono solo piccoli danni; fu il secondo terremoto più forte della storia del Colorado, con il primo che si verificò nel 1973 con una magnitudo di 5.7.
Nelle prime ore del 24 agosto 2018 quattro piccoli terremoti scossero il Colorado, con magnitudo da 2.9 a 4.3.
Dal 1973 si sono verificati 525 terremoti nel Colorado, la maggior parte dei quali tra i 2 e 3.5 sulla scala Richter.

## Fauna

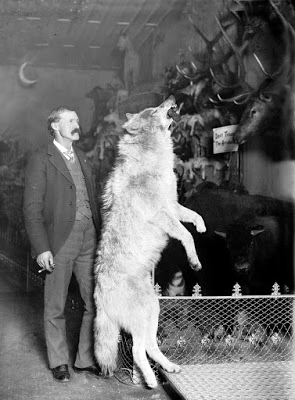
Il naturalista Edwin Carter di Breckenridge con un lupo grigio imbalsamato ucciso nelle montagne del Colorado, anni 1890–1900.

Il processo di rimozione del lupo grigio dal Colorado tramite intrappolamento e avvelenamento negli anni '30 portò l'ultimo lupo dello stato ad essere ucciso nel 1945. Il ripopolamento è ripartito nel 2019 nella contea di Moffat, nel Colorado nord-occidentale, anche se gli allevatori hanno espresso preoccupazioni per le minacce alle greggi. Nel 2020 gli abitanti del Colorado hanno votato per la reintroduzione del lupo grigio, e lo stato si è impegnato in un progetto per ripopolare la specie entro il 2022, permettendo metodi non letali per allontanare i lupi in caso di attacco al bestiame.
Anche se non vi sono tracce fossili della capra delle nevi di Harrington nel Colorado tra almeno 800 000 anni fa e la sua estinzione per via della megafauna circa 11 000 anni fa, la capra delle nevi non è nativa del Colorado, ma fu introdotta nello stato a intervalli tra il 1947 ed il 1972. Nonostante fosse una specie introdotta artificialmente, lo stato dichiarò la capra delle nevi specie nativa nel 1993. Nel 2013, 2014 e 2019, una malattia ignota uccise quasi tutti i cuccioli delle capre, portando ad una inchiesta da parte del Colorado Parks and Wildlife.
La popolazione nativa di antilocapre nel Colorado è variata molto nell'ultimo secolo, raggiungendo un minimo di soli 15 000 individui negli anni '60; tuttavia gli sforzi per la protezione sono riusciti a portare la popolazione stabile a circa 66 000 capi nel 2013. Nel 2019 la popolazione di antilocapre era stimata a circa 85 000 ed era cresciuta ancora di più nelle aree suburbane lungo il Front Range orientale. Le guardie faunistiche dello stato hanno suggerito che i proprietari dovrebbero modificare le recinzioni per permettere a questo maggiore numero di antilocapre di muoversi nelle pianure. Le antilocapre si trovano più facilmente nelle zone settentrionali e orientali dello stato, con alcuni esemplari anche nelle Montagne San Juan nella zona occidentale.
La fauna più comune che si può trovare nelle montagne del Colorado comprende il cervo mulo, lo scoiattolo rosso sud-occidentale, il citello dal mantello dorato, la marmotta dal ventre giallo, l'alce, il pica americano e la volpe rossa, tutti questi in numeri molto elevati, anche se le alci non sono native dello stato. La zona pedemontana presenta cervi, scoiattoli volpe, silvilago del deserto e di montagna e coyote. Le praterie ospitano il cane della prateria dalla coda nera, la volpe americana, il tasso americano e il jackrabbit dalla coda bianca.

## Società
Nel 2020 la popolazione del Colorado era così divisa:
- Bianchi - 69,4%
  - Ispanici - 21,9%
- Afroamericani - 4,9%
- Asiatici - 4,7%
- Nativi Americani - 2,1%
- Altre etnie - 1,5%
- Nativi delle Hawaii e delle isole del Pacifico - 0,4%

### Contee
Lo Stato è suddiviso in 64 contee; due di queste, la città e contea di Broomfield e la città e contea di Denver sono al tempo stesso città e contee. Le contee costituiscono essenziali unità di governo nel Colorado, dato che non vi sono civil township o altri tipi di divisione civile minore.
La contea più popolosa del Colorado è El Paso, in cui si trova Colorado Springs; la seconda contea più popolosa è la città e contea di Denver, la capitale dello stato. Cinque delle 64 contee oggi hanno più fi 500 000 residenti, mentre dodici hanno meno di 5 000 residenti. Le dieci contee più popolose del Colorado si trovano tutte nel Front Range Urban Corridor. La contea di Mesa è la più popolosa sul Colorado Western Slope.
| Pos. | Contea                       | Capoluogo        | Popolazione |
| ---- | ---------------------------- | ---------------- | ----------- |
| 1    | El Paso                      | Colorado Springs | 737 867     |
| 2    | Città e contea di Denver     | Denver           | 711 463     |
| 3    | Arapahoe                     | Littleton        | 654 900     |
| 4    | Jefferson                    | Golden           | 579 581     |
| 5    | Adams                        | Brighton         | 522 140     |
| 6    | Douglas                      | Castle Rock      | 368 990     |
| 7    | Larimer                      | Fort Collins     | 362 533     |
| 8    | Weld                         | Greeley          | 340 036     |
| 9    | Boulder                      | Boulder          | 329 543     |
| 10   | Pueblo                       | Pueblo           | 169 622     |
| 11   | Mesa                         | Grand Junction   | 157 335     |
| 12   | Città e contea di Broomfield | Broomfield       | 75 325      |
| 13   | Garfield                     | Glenwood Springs | 62 161      |
| 14   | La Plata                     | Durango          | 56 250      |
| 15   | Eagle                        | Eagle            | 55 727      |
| 16   | Fremont                      | Cañon City       | 49 661      |

### Città
Il Colorado conta 272 comuni, di cui 197 cittadine, 73 città e due città consolidate. Al censimento del 2020 4 299 942 dei 5 773 714 abitanti del Colorado (il 74,47%) vivevano in uno di questi 272 comuni; altri 714 417 residenti (12,37%) vivevano in uno dei 210 census-designated place, mentre i restanti 759 355 residenti (13,15%) vivevano in una delle molte aree rurali e montagnose dello stato.
I comuni del Colorado operano secondo uno di cinque tipi di autorità municipale; il Colorado attualmente ha due città e contee consolidate, 61 città con home rule, 12 città statutarie, 35 cittadine con home rule, 161 cittadine statutarie, e una municipalità dotata di carta dei diritti, Georgetown.
La città più popolosa è Denver; il Colorado oggi conta 13 municipalità con più di 100 000 residenti, e 17 con meno di 100 residenti. L'area metropolitana di Denver-Aurora-Lakewood occupa il territorio di ben 5 contee ed è stimata in circa 3.000.000 di abitanti nel 2020, vale a dire più o meno la metà esatta dell'intera popolazione dello Stato. Delle maggiori città dello Stato, solo Colorado Springs, Fort Collins e Pueblo non appartengono a questo grande agglomerato urbano. Le sedici municipalità più popolate del Colorado sono tutte situate nel Front Range Urban Corridor. La città di Grand Junction è il comune più popoloso sul Colorado Western Slope e Carbonate non ha più abitanti dal censimento del 1890 a causa delle rigide condizioni invernali e per la difficile raggiungibilità.
| Pos. | Comune                   | Contea                        | Popolazione |
| ---- | ------------------------ | ----------------------------- | ----------- |
| 1    | Città e contea di Denver | Città e contea di Denver      | 711 463     |
| 2    | Colorado Springs         | El Paso                       | 483 956     |
| 3    | Aurora                   | Arapahoe, Adams e Douglas     | 389 347     |
| 4    | Fort Collins             | Larimer                       | 168 538     |
| 5    | Lakewood                 | Jefferson                     | 156 605     |
| 6    | Thornton                 | Adams e Weld                  | 142 610     |
| 7    | Arvada                   | Jefferson e Adams             | 123 436     |
| 8    | Westminster              | Adams e Jefferson             | 114 561     |
| 9    | Pueblo                   | Pueblo                        | 112 368     |
| 10   | Greeley                  | Weld                          | 109 323     |
| 11   | Centennial               | Arapahoe                      | 106 966     |
| 12   | Boulder                  | Boulder                       | 104 175     |
| 13   | Longmont                 | Boulder e Weld                | 100 758     |
| 14   | Loveland                 | Larimer                       | 77 194      |
| 15   | Castle Rock              | Douglas                       | 76 353      |
| 16   | Broomfield               | Broomfield                    | 75 325      |
| 17   | Grand Junction           | County                        | 66 964      |
| 18   | Commerce City            | Adams                         | 64 287      |
| 19   | Parker                   | Douglas                       | 60 313      |
| 20   | Littleton                | Arapahoe, Jefferson e Douglas | 45 191      |

### Comunità non incorporate
Oltre ai 272 comuni, il Colorado conta 210 census-designated place non incorporati (CDP) e molte altre piccole comunità. La più popolosa comunità non incorporata del Colorado è Highlands Ranch, a sud di Denver. Le sette CDP più popolose sono situate nel Front Range Urban Corridor. Clifton è il census-designated place più popoloso sul Colorado Western Slope.
| Pos. | Census-designated place | Contea               | Popolazione |
| ---- | ----------------------- | -------------------- | ----------- |
| 1    | Highlands Ranch         | Douglas              | 103 444     |
| 2    | Security-Widefield      | El Paso              | 38 639      |
| 3    | Dakota Ridge            | Jefferson            | 33 892      |
| 4    | Ken Caryl               | Jefferson            | 33 811      |
| 5    | Pueblo West             | Pueblo               | 33 086      |
| 6    | Columbine               | Jefferson e Arapahoe | 25 229      |
| 7    | Four Square Mile        | Arapahoe             | 22 872      |
| 8    | Clifton                 | Mesa                 | 20 413      |
| 9    | Cimarron Hills          | El Paso              | 19 311      |
| 10   | Sherrelwood             | Adams                | 19 228      |

### Religione
██ Protestanti (39%)
██ Cattolici (19%)
██ Mormoni (2%)
██ Cristiani ortodossi (1%)
██ Unitariani/Universalisti (1%)
██ Non affiliati (34%)
██ New Age (2%)
██ Giudaisti (1%)
██ Induisti (1%)
La principale affiliazione religiosa del Colorado nel 2014 era il cristianesimo con il 64%, di cui il 44% era protestante, il 16% cattolico, il 3% mormone e l'1% ortodosso orientale. Le altre confessioni religiose comprendevano l'1% di ebrei, l'1% di musulmani, l'1% di buddisti e il 4% di altri. I non affiliati a religioni costituivano il 29% della popolazione. Nel 2020, secondo il Public Religion Research Institute, il cristianesimo era dichiarato come religione dal 66% della popolazione; anche il giudaismo risultava essere cresciuto, costituendo il 2% della popolazione, mentre gli irreligiosi formavano il 28% della popolazione. Nel 2022 la stessa organizzazione riportava il 61% come cristiano (39% protestante, 19% cattolico, 2% mormone, 1% ortodosso), il 2% New Age, l'1% ebreo, l'1% induista e il 34% irreligioso.
Secondo la Association of Religion Data Archives, la maggiore denominazione cristiana per numero di aderenti nel 2010 era la Chiesa cattolica con 811 630 persone; le varie denominazioni di Chiese evangeliche protestanti si attestavano a 229 981 persone, e la Chiesa di Gesù Cristo dei santi degli ultimi giorni con 151 433 fedeli. Nel 2020 la Association of Religion Data Archives confermò i cattolici come la maggiore denominazione cristiana (873 236 persone), seguita dai protestanti (406 798) e mormoni (150 509). Riguardo alla popolazione non cristiana, vi erano 12.500 induisti, 7.101 indù yoga e 17.369 buddisti.
La Chiesa cattolica di Nostra Signora di Guadalupe fu la prima parrocchia cattolica permanente nell'attuale Colorado, e fu costruita da coloni spagnoli del Nuovo Messico nell'attuale Conejos. I cattolici della chiesa latina hanno tre diocesi: l'arcidiocesi di Denver, la diocesi di Colorado Springs e di Pueblo.
Il primo insediamento permanente di membri della Chiesa di Gesù Cristo dei santi degli ultimi giorni in Colorado giunse dal Mississippi ed inizialmente si accampò lungo il fiume Arkansas, appena ad est dell'attuale Pueblo.

### Qualità della vita
Il Colorado è generalmente considerato dai ricercatori tra gli stati con maggiore attenzione alla salute. Tra i fattori che contribuiscono positivamente a questa attitudine vi sono le molte opportunità e iniziative che lo stato offre in termini di attività all'aria aperta. Tuttavia, l'attenzione alla salute è legata al livello economico delle singole contee, con Douglas e Pitkin che si posizionano molto meglio delle contee meridionali e meno ricche di Huerfano e Las Animas.
Tramite accurati studi, è stato verificato che la popolazione del Colorado ha la percentuale più bassa di persone obese dell'intera nazione; nel 2018 la percentuale di persone obese nello stato era del 24% e, pur rimanendo la più bassa della nazione, era cresciuta dal 17% del 2004. Inoltre, secondo una ricerca che risale al 2014, i residenti del Colorado hanno un'aspettativa di vita di 80,21 anni, la più alta di ogni altro stato.

## Economia

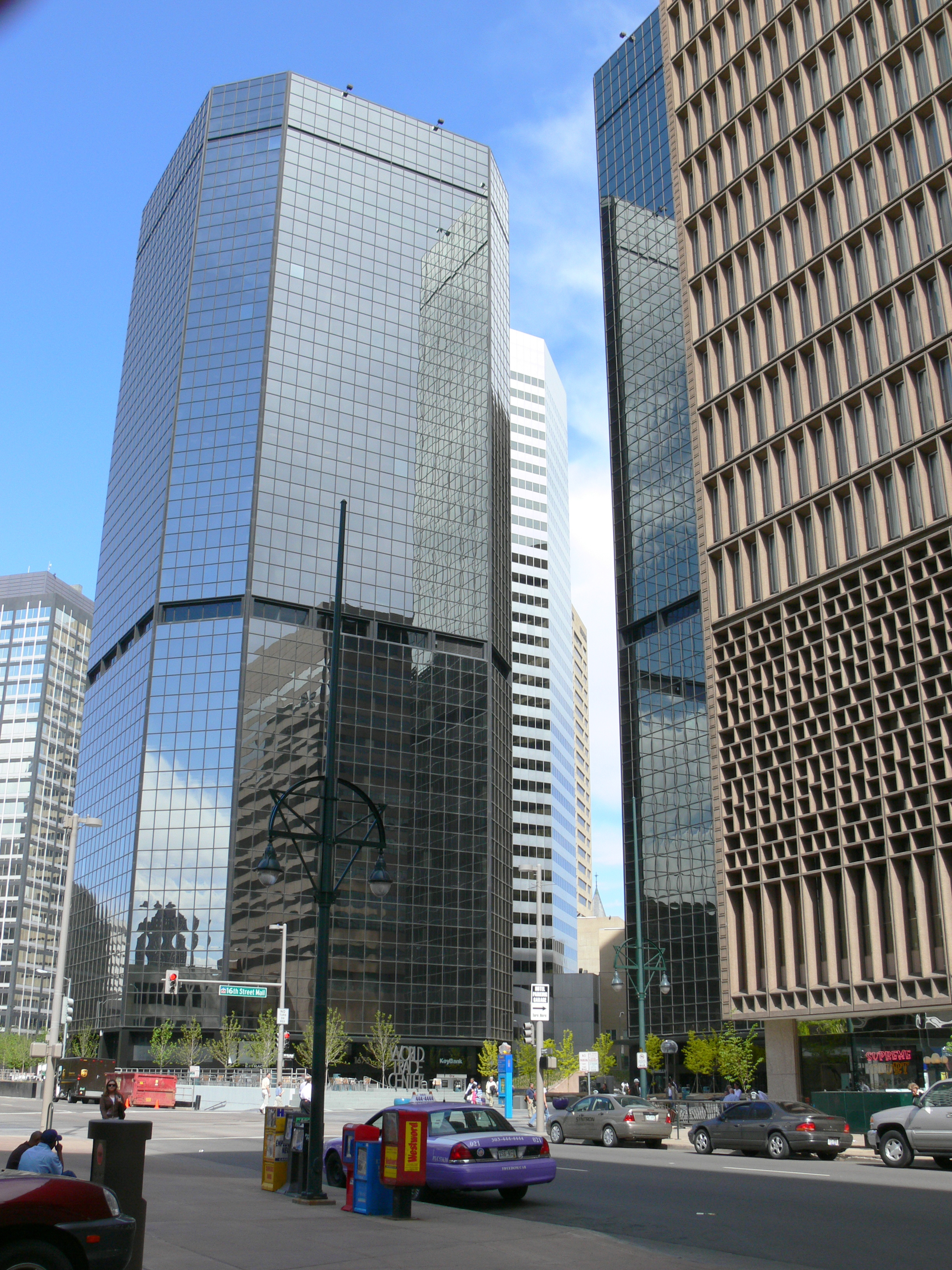
Denver Energy Center si trova nel quartiere finanziario di Denver lungo la 17° strada, conosciuta come Wall Street of the West

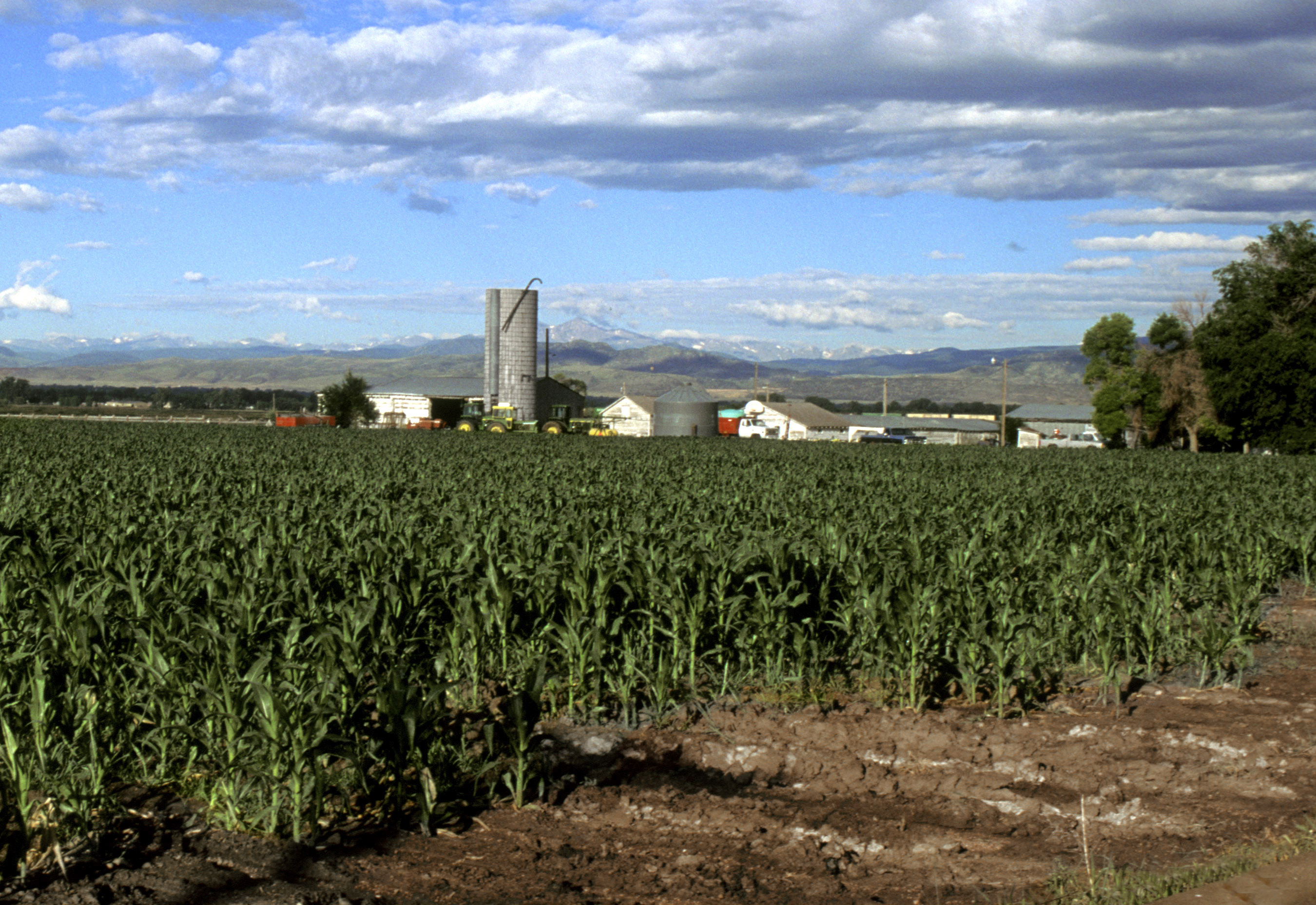
Coltivazione di mais nella contea di Larimer

Il prodotto interno lordo dello stato nel 2015 fu di 318,6 miliardi di dollari. Il reddito medio familiare nel 2016 fu di 70.666 $, l'ottavo della nazione. Il reddito pro-capite nel 2010 era di 51.940 $, l'undicesimo più alto della nazione. L'economia dello stato si sviluppò dagli inizi minerari del XIX secolo verso l'agricoltura, e dalla fine del XIX secolo anche l'allevamento del bestiame divenne importante. La prima attività industriale riguardò l'estrazione e la lavorazione dei metalli e i prodotti agricoli; gli attuali prodotti agricoli sono costituiti da bestiame, farina, latticini, mais e fieno.
Il governo federale gestisce diverse attività federali nello stato, tra cui il NORAD (North American Aerospace Defense Command), la United States Air Force Academy, la Schriever Space Force Base situata circa 16 km ad est della Peterson Space Force Base e Fort Carson, situati entrambi a Colorado Springs nella contea di El Paso; l'Amministrazione nazionale per l'oceano e l'atmosfera (NOAA), il Laboratorio Nazionale sull'Energia Rinnovabile (NREL) a Golden e il National Institute of Standards and Technology a Boulder; l'Istituto Geologico degli Stati Uniti e altre agenzie governative al Denver Federal Center presso Lakewood; la zecca di Denver, la Buckley Space Force Base, la Corte d'appello degli Stati Uniti d'America per il decimo circuito ed l'Edificio federale e Tribunale Byron G. Rogers a Denver; e un penitenziario federale di massima sicurezza e altre prigioni federali presso Cañon City. Oltre a queste ed altre agenzie federali, il Colorado ha molte foreste nazionali e quattro parchi nazionali che contribuiscono alla proprietà federale di 99617 km² di terra in Colorado, il 37% dell'area totale dello stato. Nella seconda metà del XX secolo i settori industriale e terziario si espansero enormemente; l'economia dello stato è diversificata ed è notevole per la concentrazione sulla ricerca scientifica e sull'alta tecnologia. Altri importanti settori comprendono la trasformazione agroalimentare, i trasporti, i macchinari, i prodotti chimici, l'estrazione di metalli come l'oro, l'argento e il molibdeno. Il Colorado ha anche la maggiore produzione annuale di birra rispetto agli altri stati. Denver è un importante centro finanziario.
La geografia varia del Colorado e le montagne monumentali attraggono milioni di turisti ogni anno; nel 2018 i turisti furono 85,2 milioni. Il turismo contribuisce in maniera sostanziale all'economia dello stato, generando 22,3 miliardi di dollari di ricavi.
Diversi brand nazionali sono nati nelle fabbriche e nei laboratori del Colorado. Da Denver arrivò il pioniere delle telecomunicazioni Qwest nel 1879, la Samsonite nel 1910, le cinture e manichette di Gates nel 1911, e Russell Stover Candies nel 1923. Le verdure in scatola di Kuner si svilupparono a Brighton nel 1864; da Golden arrivò la birra Coors nel 1873, le ceramiche industriali di CoorsTek nel 1920 e i dolci di Jolly Rancher nel 1949. La CF&I, operante nel campo dei binari, cavi, chiodi e tubazioni mosse i primi passi a Pueblo nel 1892; Holly Sugar fu macinato per la prima volta dalle barbabietole a Holly nel 1905, e poi si spostò a Colorado Springs. La carne in scatola di Swift di Greeley ebbe origine dalla "Monfort of Colorado" nel 1930. I modellini di razzo di Estes Industries debuttarono a Penrose nel 1958 e Fort Collins vide il lancio dei controllori per motori della Woodward Governor Company dal 1870 e degli irrigatori dentali dal 1962. I tè di Celestial Seasoning vengono prodotti a Boulder dal 1969 e la Rocky Mountain Chocolate Factory produsse i suoi primi dolci a Durango nel 1981.
Il Colorado ha una imposta sul reddito piatta al 4,6%, a prescindere dal reddito. Il 3 novembre 2020 gli elettori hanno autorizzato una iniziativa per portare la percentuale al 4,55%. Diversamente da molti stati, che calcolano le tasse sulla linea federale del "reddito lordo corretto", le tasse del Colorado sono calcolate sul "reddito tassabile", cioè il reddito al netto delle esenzioni federali e le detrazioni federali dettagliate (o standard). L'imposta sulle vendite nel Colorado è 2,9%; quando le entrate dello stato eccedono i limiti costituzionali, secondo la legislazione del Colorado, i residenti permanenti del Colorado possono richiedere una restituzione delle tasse sulle vendite. Molte contee e città tassano i propri residenti, oltre alle imposte statali; vi possono essere anche tasse speciali a livello di contea e distretto.
In Colorado sono tassabili anche le proprietà immobiliari e le imprese personali; l'esenzione dall'imposta sulla proprietà per anziani dello stato è stata temporaneamente sospesa dal Parlamento del Colorado nel 2003.
Nel dicembre 2018 il tasso di disoccupazione nello stato era del 4,2%.
Lo sciopero degli insegnanti della Virginia Occidentale del 2018 ispirò insegnanti in altri stati, tra cui anche nel Colorado, a intraprendere azioni simili.

### Agricoltura
Il mais viene coltivato nelle Pianure Orientali del Colorado; le condizioni aride e la siccità hanno impattato negativamente nel 2020 e 2022.

### Risorse naturali

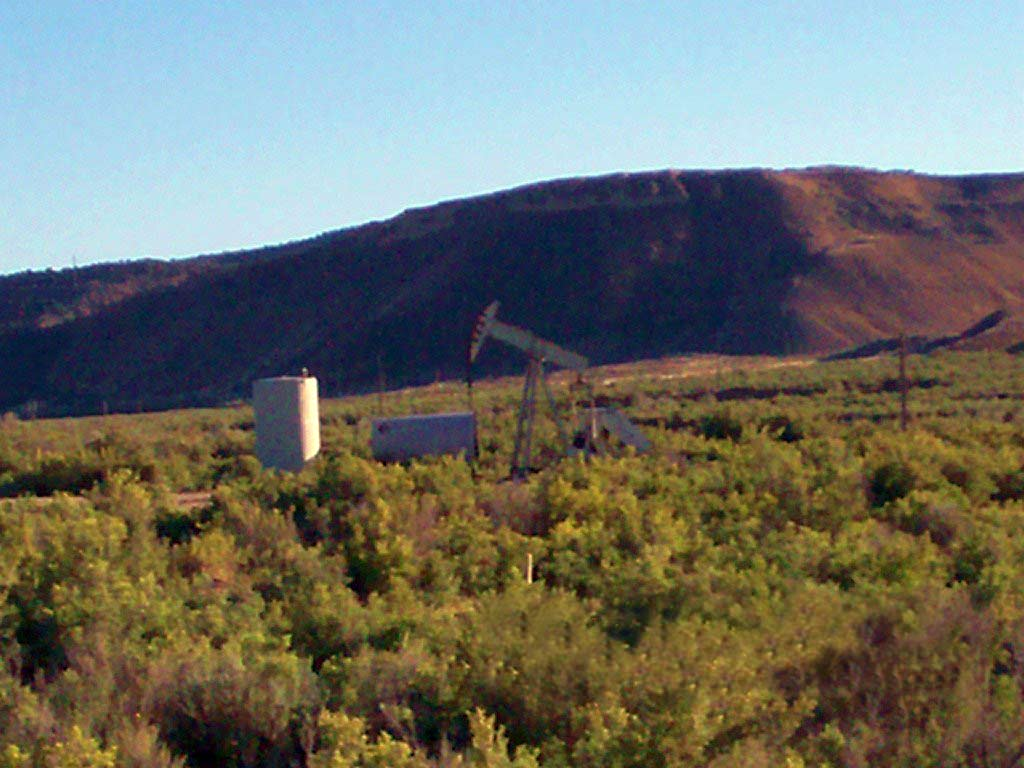
Un pozzo petrolifero nel Colorado occidentale

Il Colorado possiede molte risorse di idrocarburi; secondo la Energy Information Administration, il Colorado ospita sette dei maggiori giacimenti di gas negli Stati Uniti, e due delle maggiori riserve petrolifere. Le estrazioni di gas naturale convenzionali e non convenzionali avvengono in diversi bacini del Colorado, e ammontano a più del 5% della produzione di gas naturale negli Stati Uniti. I depositi di scisto bituminoso del Colorado detengono circa 1 trilione di barili (160 km³) di petrolio, pari circa all'ammontare delle riserve mondiali. Nello stato si trovano anche considerevoli depositi di carbone bituminoso, sub-bituminoso e lignite.
Le estrazioni di uranio nel Colorado risalgono al 1872, quando il minerale veniva prelevato nelle miniere d'oro presso Central City. Non contando i sottoprodotti dell'uranio dai fosfati, il Colorado presente la terza maggiore riserva di uranio di tutto gli stati, dietro a Wyoming e Nuovo Messico. Quando il Colorado e lo Utah dominavano le estrazioni di radio dal 1910 al 1922, l'uranio e il vanadio erano i sottoprodotti, che diedero ad alcune città, come all'attuale Uravan, il loro nome. Il prezzo dell'uranio crebbe dal 2001 al 2007 e spinse molte compagnie a ripartire con l'estrazione in Colorado. Durante gli anni '40, alcune comunità, tra cui Naturita e Paradox, ottennero il soprannome di "città yellowcake" (dal nome del prodotto finale dei processi di lavorazione dell'uranio) per il loro legame con le estrazioni di uranio. La caduta dei prezzi e i problemi finanziari del 2008 obbligarono queste società ad annullare o ridurre i progetti sull'estrazione dell'uranio. Nel 2016 non vi erano grandi operazioni di estrazione nello stato, anche se esistevano progetti per la ripresa.

### Generazione di elettricità
Le alte catene montuose delle Montagne Rocciose del Colorado e le pianure orientali hanno un grande potenziale per l'energia eolica, e l'attività geologica delle montagne spinge l'energia geotermica. Gran parte dello stato è soleggiato, e può produrre energia solare; i grandi fiumi che scorrono dalle Montagne Rocciose generano energia idroelettrica.

## Cultura

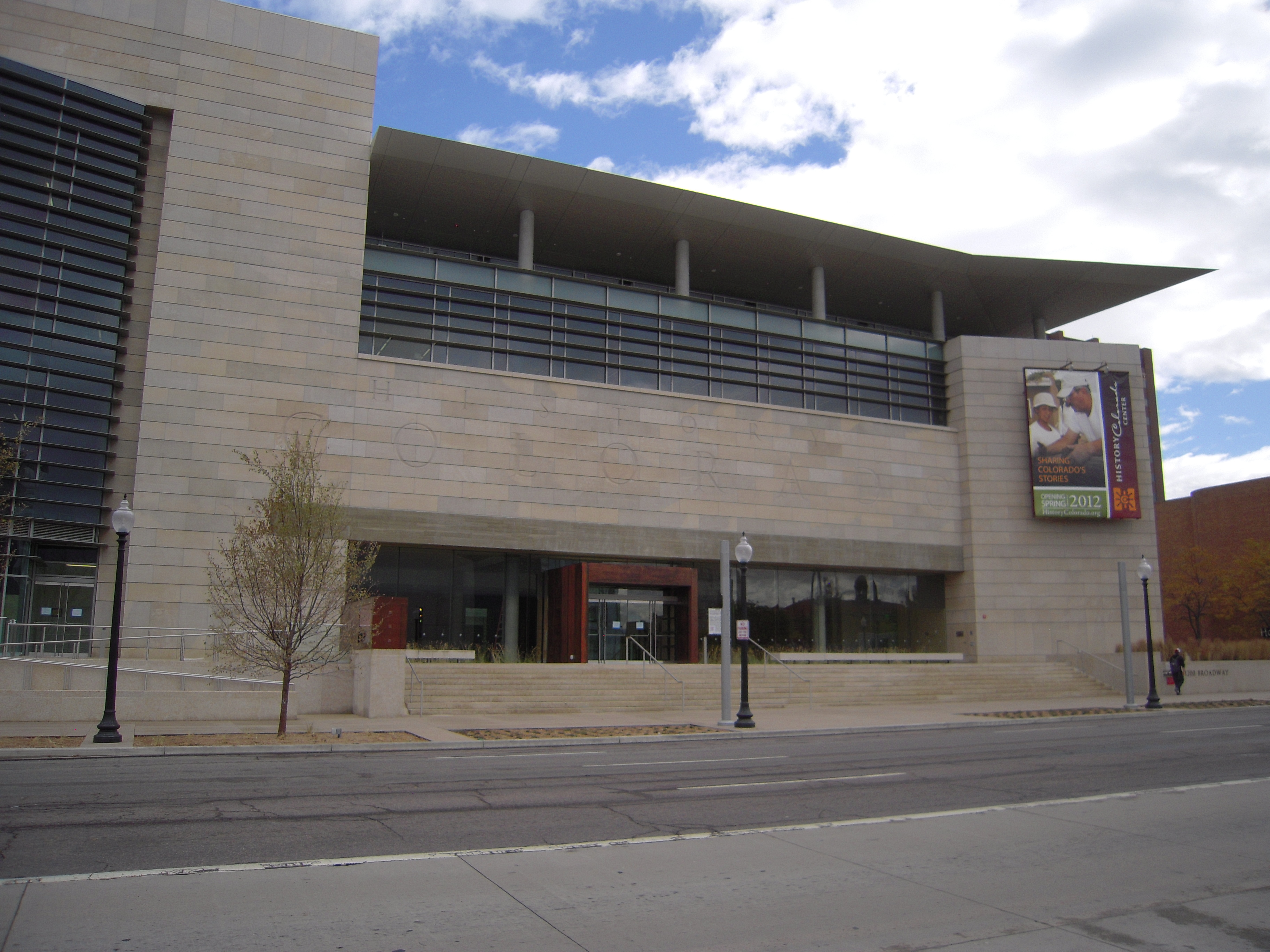
History Colorado Center a Denver

### Arti e film
Diverse produzioni cinematografiche hanno girato nel Colorado, specialmente nel genere Western, come Il Grinta, Sentieri selvaggi e Butch Cassidy. Diverse fortezze militari storiche, ferrovie con treni ancora in servizio e città fantasma minerarie furono usate e trasformate in famosi film con particolari storici accurati. Le molte autostrade sceniche e i passi montani hanno aiutato a rappresentare gli ambienti sconfinati in film come Punto zero, Bingo - Senti chi abbaia e Starman; alcuni panorami del Colorado sono stati utilizzati nei film come Stanley Hotel in Scemo & più scemo, Shining e Sculptured House in Il dormiglione Nel 2015 Fast & Furious 7 filmò scene di guida sulla Pikes Peak Highway in Colorado; la serie di cartoni animati per adulti South Park si svolge nel Colorado centrale, nella città omonima e inoltre la serie televisiva Buona fortuna Charlie fu ambientata, ma non girata, a Denver. Il Colorado Office of Film and Television ritiene che almeno 400 film sono stati girati in Colorado.
Vi sono diversi festival cinematografici regolari in Colorado, tra cui l'Aspen Shortsfest, Boulder International Film Festival, Castle Rock Film Festival, Denver Film Festival, Festivus Film Festival, Mile High Horror Film Festival, Moondance International Film Festival, Telluride Mountainfilm, Rocky Mountain Women's Film Festival e Telluride Film Festival.
Molti famosi scrittori hanno vissuto o hanno trascorso parte della vita in Colorado. Gli scrittori della Beat Generation Jack Kerouac e Neal Cassady vissero a Denver e nelle vicinanze per diversi anni. Lo scrittore irlandese Oscar Wilde visitò il Colorado nel suo viaggio negli Stati Uniti del 1882, scrivendo nel 1906 in Impressioni dell'America che Leadville era "la città più ricca del mondo. Ha anche la fama di essere la più rude, ed ogni uomo porta una rivoltella".

### Cucina
Il Colorado è famoso per la sua cucina sud-occidentale e per la cucina delle Montagne Rocciose, con ristoranti messicani in quasi tutto lo stato.
Boulder venne nominata America's Foodiest Town 2010 da Bon Appétit. Boulder, e Colorado in generale, sono il quartier generale di diverse società di cibi e bevande, ristoranti di alta categoria e mercati contadini; Boulder ha anche più sommelier pro capite di ogni altra città, incluse San Francisco e New York. Denver è nota per la sua carne, ma oggi ha una cucina diversificata con molti ristoranti.
Polidori Sausage è un brand di prodotti suini disponibile nei supermercati che ha avuto origine nel Colorado all'inizio del XX secolo.
Il Food & Wine Classic si tiene ogni anno a giugno ad Aspen, che ha la fama di capitale culinaria della regione delle Montagne Rocciose.

### Vino e birra
Tra i vini del Colorado vi sono diverse varietà che hanno acquisito notorietà anche fuori dallo stato. Con vini prodotti dalla tradizionale uva vitis vinifera e vini prodotti da ciliegie, pesche, prugne e miele, i vini del Colorado hanno vinto per la qualità importanti concorsi nazionali ed internazionali. Le regioni in cui viene prodotti il vino del Colorado presentano i vigneti più elevati degli Stati Uniti, e la produzione viticultrice dello stato è praticata tra 1 219 e 2 134 metri sul livello del mare; il clima montano assicura estati con giorni caldi e notti fresche. Il Colorado è sede di due aree vitivinicole americane della Grand Valley AVA e West Elks AVA, dove si trovano la maggior parte dei vigneti dello stato, anche se un crescente numero di aziende vitivinicole stanno nascendo nel Front Range. Nel 2018 il magazine Wine Enthusiast ha definito la Grand Valley del Colorado nella contea di Mesa come una delle dieci migliori destinazioni vinicole al mondo.
Nel Colorado hanno sede molti microbirrifici, tra cui la New Belgium Brewing Company, la Odell Brewing Company, la Great Divide Brewing Company e la Bristol Brewing Company. La regione del Colorado settentrionale vicina alle città di Denver, Boulder e Fort Collins è conosciuta come la "Napa Valley della birra", per via dei numerosi microbirrifici.

## Infrastrutture e trasporti

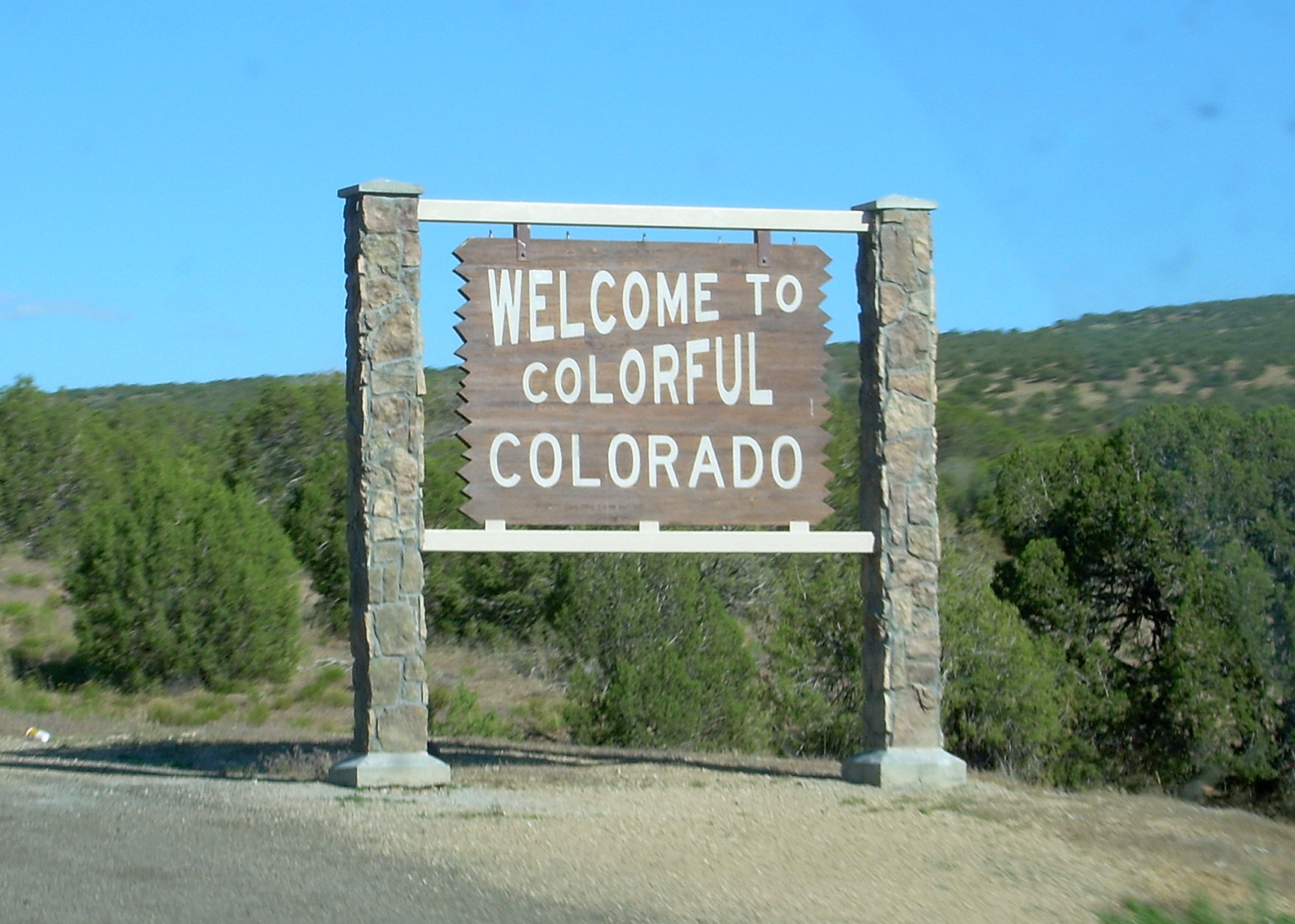
Cartello di ingresso nel Colorado

La principale modalità di trasporto nel Colorado (in termini di passeggeri) è il sistema autostradale. La Interstate 25 (I-25) è la principale autostrada nord-sud dello stato, e collega Pueblo, Colorado Springs, Denver e Fort Collins e si estende verso nord nel Wyoming e verso sud nel Nuovo Messico. La I-70 è invece il principale corridoio est-ovest; collega Grand Junction e le comunità delle montagne con Denver, ed entra in Utah e Kansas. Nello stato si trova una rete autostradale che danno accesso alle principali aree dello stato; molte piccole comunità sono collegate a questa rete con strade locali.

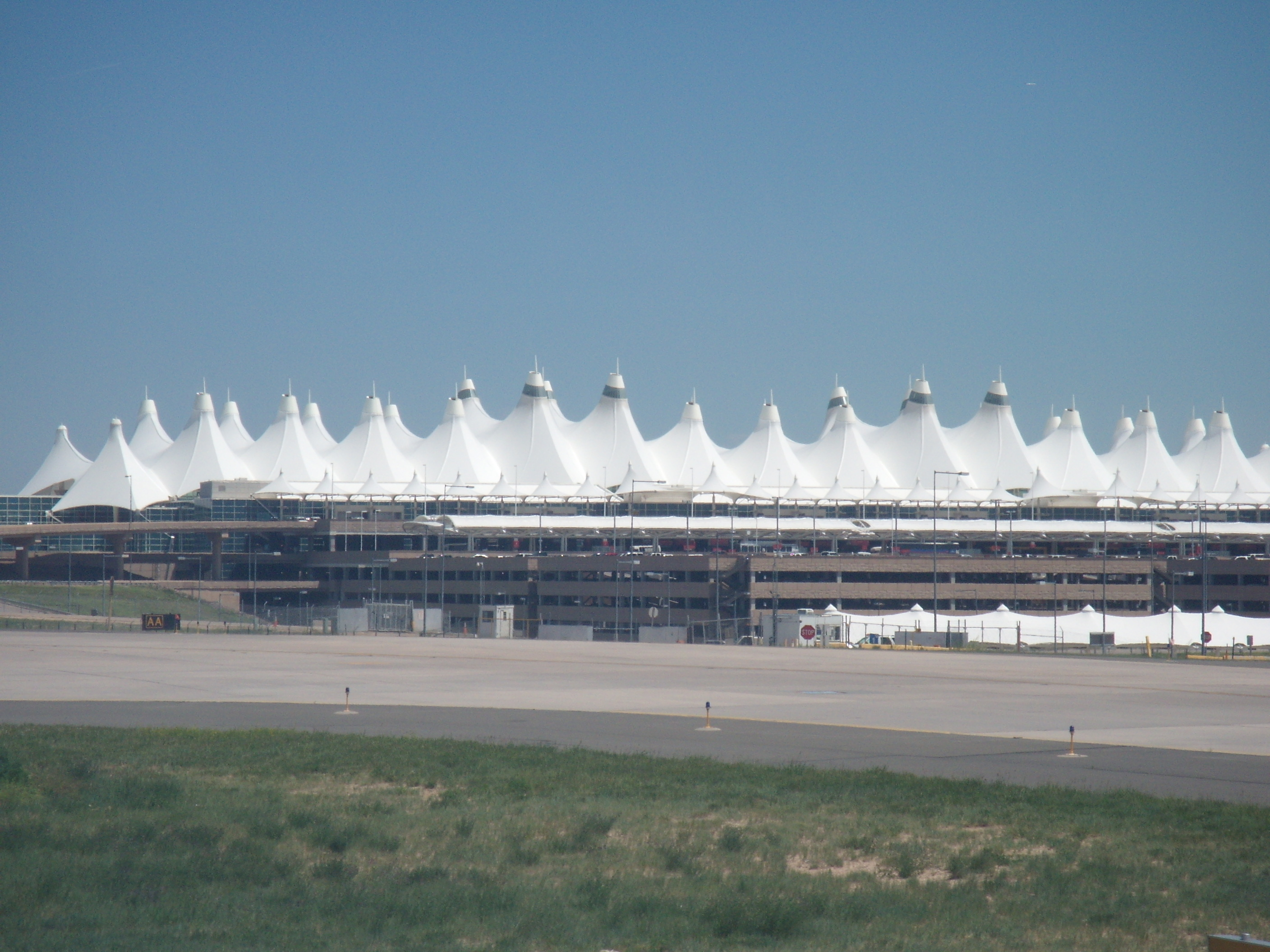
Il terminal principale dell'aeroporto internazionale di Denver evoca le cime del Front Range.

L'aeroporto internazionale di Denver (DIA) è il terzo più frequentato degli Stati Uniti, ed è anche il terzo del mondo per traffico passeggeri. DIA gestisce di il maggiore traffico di voli commerciali del Colorado, ed è l'aeroporto più frequentato situato tra Chicago e la costa pacifica, il che rende quello di Denver il più importante aeroporto per il traffico passeggeri negli Stati Uniti occidentali. Altro importante aeroporto locale, anche se con volumi totalmente diversi, è quello di Colorado Springs.
I servizi di trasporto pubblica locale sono offerti sia a livello comunale che tra diverse città, incluso il servizio dell'area metropolitana di Denver. Il Regional Transportation District (RTD) gestisce il sistema della rete tranviaria di Denver; nel gennaio 2013 la rete comprendeva 170 tram in servizio su 76 km di rete. Oltre al trasporto pubblico locale, il servizio di autobus intercittadino è offerto da Burlington Trailways, Bustang, Express Arrow e Greyhound Lines.

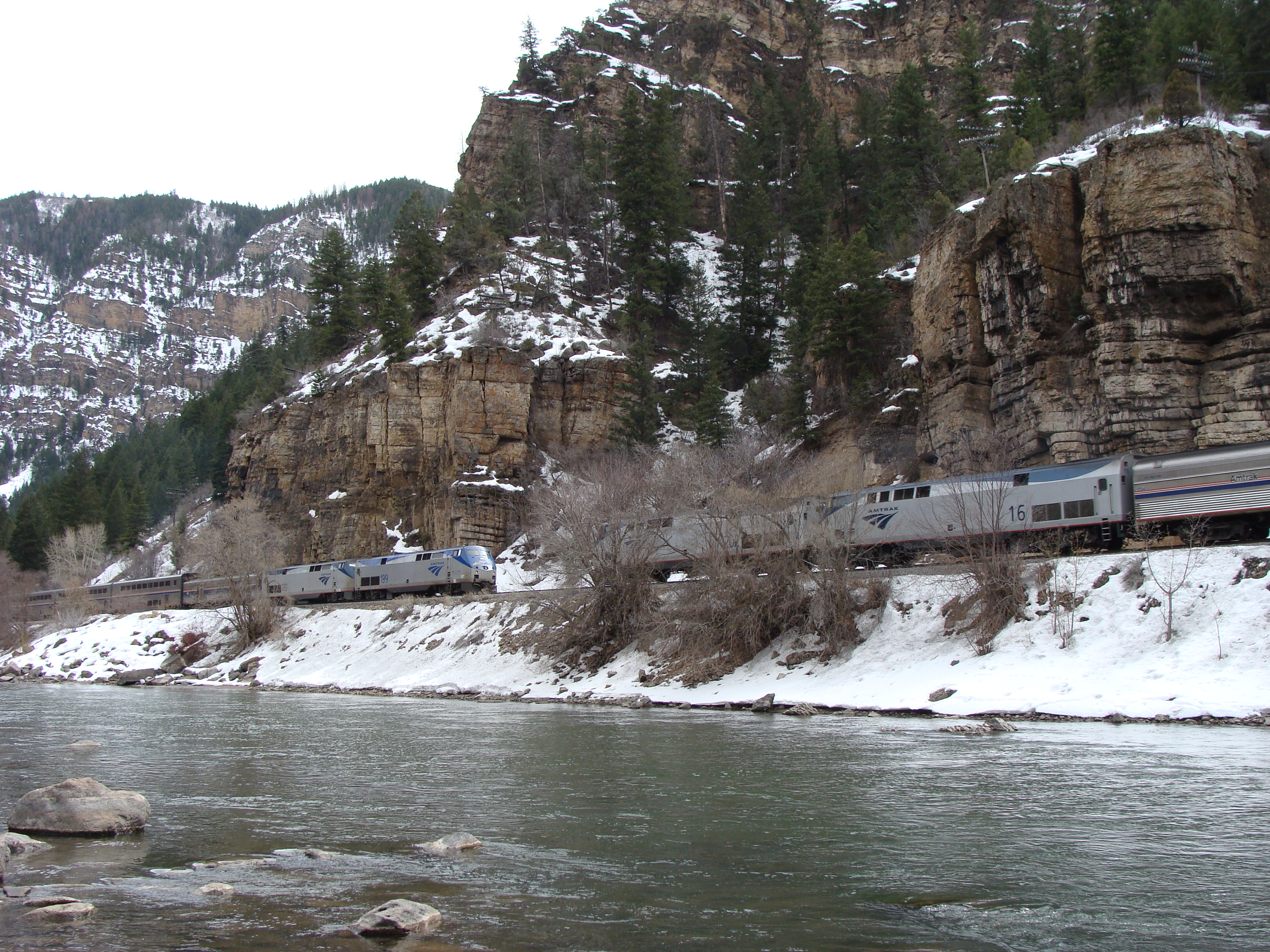
Due California Zephyr diretti verso est e verso ovest si incontrano nel Glenwood Canyon.

Amtrak opera due linee ferroviarie per il trasporto passeggeri nel Colorado, il California Zephyr, che transita sul Central Corridor, e il Southwest Chief; la tradizione del Colorado nell'ambito ferroviario fu segnata principalmente dalla Denver and Rio Grande Western Railroad che iniziò il servizio nel 1870 e fu pioniera nell'ambito delle ferrovie di montagna. Nel 1988 il "Rio Grande" fu acquisito e unito alla Southern Pacific Railroad dal loro comune proprietario Philip Anschutz. L'11 settembre 1996 Anschutz vendette le compagnie unite alla Union Pacific Railroad, creando la maggiore rete ferroviaria degli Stati Uniti. La vendita di Anschutz avvenne parzialmente in risposta alla precedente unificazione della Burlington Northern e Santa Fe, che costituirono la grande Burlington Northern and Santa Fe Railway (BNSF), principale competitrice della Union Pacific nelle ferrovie degli Stati Uniti occidentali. Sia la Union Pacific che BNSF gestiscono un capillare servizio merci nel Colorado.
La rete ferroviaria per il trasporto merci del Colorado consiste di 2 688 km di rete; si tratta di un servizio vitale per l'economia statunitense, e rappresenta una arteria critica per il movimento dell'energia, dell'agricoltura, delle estrazioni minerarie e dei prodotti industriali tra l'est, il Midwest e la costa pacifica.
Nell'agosto 2014 il Colorado iniziò ad emettere patenti di guida per stranieri immigrati illegali che vivevano nel Colorado. Nel settembre 2014 KCNC-TV riportò che 524 non cittadini ricevettero patenti di guida del Colorado che normalmente vengono emesse a cittadini statunitensi residenti nel Colorado.

## Governo

### Governo dello stato
Come il governo federale, e come tutti gli altri stati, la Costituzione del Colorado prevede tre rami del governo: quello legislativo, quello esecutivo e quello giudiziario.
Il governatore del Colorado dirige il potere esecutivo dello stato; l'attuale governatore è Jared Polis, democratico; le altre cariche statali elettive sono il Vice governatore, il Segretario di stato, il Tesoriere e il Procuratore generale del Colorado, eletti ogni quattro anni.
La Corte Suprema del Colorado, composta da sette membri, è il più alto tribunale dello stato; la Corte di Appello, con 22 giudici, è organizzata in divisioni da tre giudici cadauna; il Colorado è diviso in 22 distretti giudiziari, ognuno dei quali con un tribunale di distretto e una corte di contea, con giurisdizione limitata. Lo stato ha anche dei tribunali specializzati nelle acque, che hanno sede in sette divisioni separate e che hanno competenze su temi riguardanti i diritti sulle acque e l'amministrazione delle acque.
Il potere legislativo dello stato è ricoperto dall'Assemblea generale del Colorado, composta da due camere, la Camera dei rappresentanti ed il Senato; la Camera conta 65 membri, mentre il Senato ne ha 35. Nel 2023, il Partito Democratico ha la maggioranza sia al Senato che alla Camera.
Gran parte dei coloradiani sono nativi di altri stati (circa il 60% secondo il censimento del 2000), e questo è provato dal fatto che lo stato non ebbe un governatore nativo dello stato dal 1975, quando John David Vanderhoof lasciò la carica, fino al 2007, quando entrò in carica Bill Ritter. La sua elezione dell'anno precedente segnò la prima vittoria elettorale di un nativo del Colorado in una elezione governativa dal 1958 (Vanderhoof era diventato governatore partendo da vice-governatore, quando John Arthur Love si dimise dalla carica dopo essere entrato nell'amministrazione di Richard Nixon nel 1973).
Le tasse sono raccolte dal Colorado Department of Revenue.

### Politica
Un tempo il Colorado era considerato uno swing state, ma è divenuto di recente uno stato blu sia nelle elezioni statali che in quelle federali; alle elezioni presidenziali, il vantaggio democratico ha passato il 10% sui repubblicani per la prima volta alle elezioni presidenziali del 2020 sin dalle elezioni del 1984, e lo stato ha votato per il candidato vincitore in nove delle ultime undici elezioni. I coloradiani hanno eletto 17 democratici e 12 repubblicani alla carica di governatore negli ultimi cento anni.
Nella politica presidenziale, il Colorado era considerato uno stato tradizionalmente repubblicano dopo la seconda guerra mondiale, votando per i candidati democratici solo nel 1948, 1964 e 1992; tuttavia, è divenuto uno swing state negli anni '90, per poi virare fortemente a favore dei democratici negli anni 2000, votando per Barack Obama nel 2008 e 2012, Hillary Clinton nel 2016 e Joe Biden nel 2020.
La politica del Colorado presenta contrasti tra le città conservatrici come Colorado Springs e Grand Junction, e le città liberali come Boulder e Denver; i democratici sono più forti nell'area metropolitana di Denver, nelle città universitarie di Fort Collins e Boulder, nel Colorado meridionale (inclusa Pueblo), e in molte contee occidentali che sono resort sciistici. I repubblicani sono più forti nelle Pianure Orientali, a Colorado Springs, a Greeley e nel Colorado occidentale, presso Grand Junction.
Lo stato è rappresentato da due Senatori degli Stati Uniti:
- Classe 2 del Senato, John Hickenlooper (democratico) 2021–
- Classe 3 del Senato, Michael Bennet (democratico) 2009–

È rappresentato a livello federale da otto rappresentanti alla Camera dei rappresentanti degli Stati Uniti:
- 1º distretto, Diana DeGette (democratica) 1997–
- 2º distretto, Joe Neguse (democratico) 2019–
- 3º distretto, Lauren Boebert (repubblicana) 2021–
- 4º distretto, Ken Buck (repubblicano) 2015–
- 5º distretto, Doug Lamborn (repubblicano) 2007–
- 6º distretto, Jason Crow (democratico) 2019–
- 7º distretto, Brittany Pettersen (democratica) 2023–
- 8º distretto, Yadira Caraveo (democratica) 2023–

In uno studio del 2020, il Colorado è risultato il settimo stato in cui è più facile per i cittadini votare.

### Iniziative legislative
Nel novembre del 1932, lo Stato del Colorado abrogò la legge del 1919 che proibiva la fabbricazione, la vendita, l'importazione e il trasporto di alcol nello Stato, un anno in anticipo rispetto alla promulgazione del XXI Emendamento della Costituzione degli Stati Uniti.
Nel 2012 gli elettori, tramite referendum, hanno modificato la costituzione dello Stato per permettere l'uso personale di marijuana a scopo ricreativo per gli adulti. La legge regolamenta l'utilizzo della cannabis in un modo simile a quello dell'alcool. I primi negozi di marijuana a scopo ricreativo in Colorado, e per estensione negli Stati Uniti, hanno aperto le porte il 1º gennaio 2014.

## Aree protette

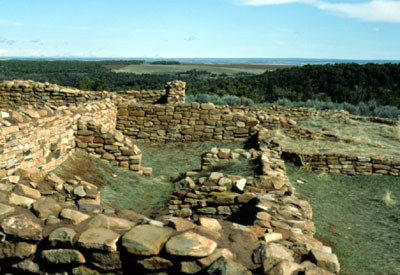
Lowry Pueblo nel Canyons of the Ancients National Monument

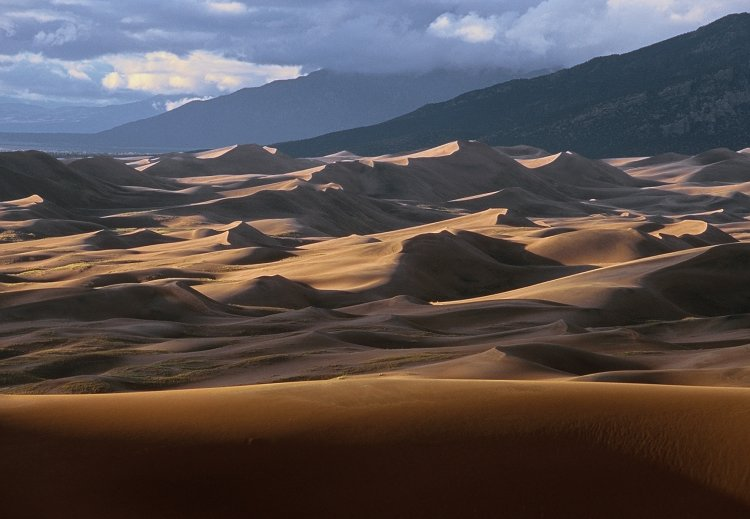
Parco nazionale e riserva delle grandi dune di sabbia

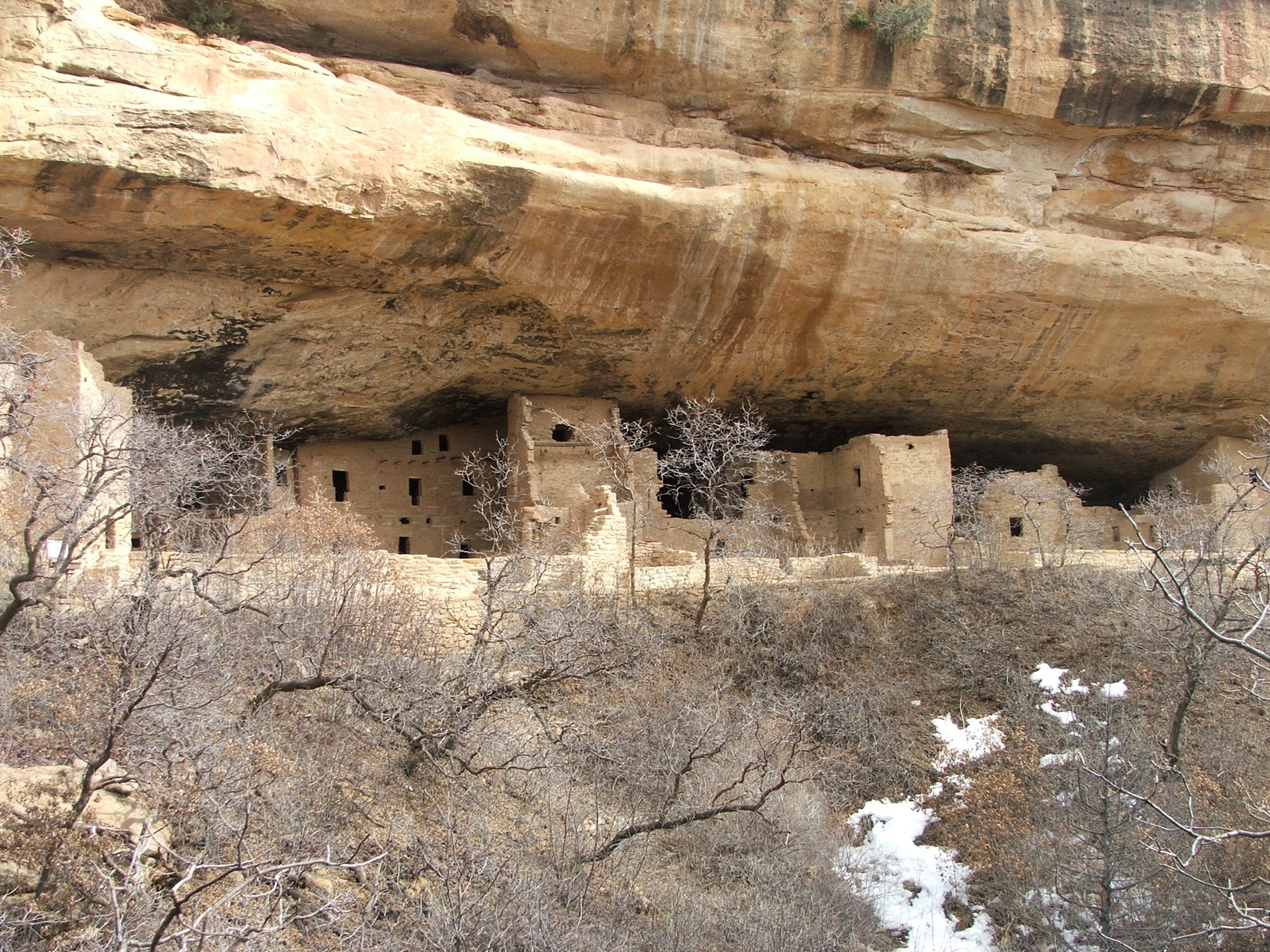
Spruce Tree House nel Parco nazionale di Mesa Verde

Nel Colorado si trovano 4 parchi nazionali, 9 monumenti nazionali, 2 siti storici nazionali, 2 aree ricreative nazionali, 4 sentieri storici nazionali e un sentiero scenico nazionale, 11 foreste nazionali, 2 praterie nazionali, 44 aree selvagge nazionali, 3 aree di conservazione nazionali, 8 rifugi nazionali per la fauna selavatica, 3 aree di patrimonio nazionale, 26 siti di interesse nazionale, 16 siti di interesse naturalistico nazionale, più di 1 500 proprietà di interesse storico, 1 fiume selvaggio e paesaggistico nazionale, 42 parchi statali, 307 aree per la fauna selvatica statali, 93 aree naturali statali, 27 sentieri ricreativi nazionali, 6 sentieri regionali, e molte aree sceniche, storicihe e ricreative.
Di seguito sono riportate i 23 siti del National Park System in Colorado:
- Amache National Historic Site (2022)
- Arapaho National Recreation Area (1978)
- Bent's Old Fort National Historic Site (1960)
- Parco nazionale del Black Canyon of the Gunnison (NM 1933, NP 1999)
- Browns Canyon National Monument (2015)
- California National Historic Trail[133] (1992)
- Camp Hale-Continental Divide National Monument (2022)
- Canyons of the Ancients National Monument (2000)
- Chimney Rock National Monument (2012)
- Colorado National Monument (1911)
- Continental Divide National Scenic Trail[134] (1978)
- Curecanti National Recreation Area (1965)
- Dinosaur National Monument[135] (1915)
- Florissant Fossil Beds National Monument (1969)
- Parco nazionale e riserva delle grandi dune di sabbia (NM 1932, NP 2004)
- Monumento nazionale di Hovenweep[135] (1923)
- Parco nazionale di Mesa Verde (1906) e Patrimonio dell'umanità UNESCO (1978)
- Old Spanish National Historic Trail[136] (2002)
- Pony Express National Historic Trail[137] (1992)
- Parco nazionale delle Montagne Rocciose (1915)
- Sand Creek Massacre National Historic Site (2007)
- Santa Fe National Historic Trail[138] (1987)
- Yucca House National Monument (1919)

Foreste Nazionali:
- Arapaho National Forest
- Grand Mesa National Forest
- Gunnison National Forest
- Pike National Forest
- Rio Grande National Forest
- Roosevelt National Forest
- Routt National Forest
- San Isabel National Forest
- San Juan National Forest
- Uncompahgre National Forest
- White River National Forest

## Università e College

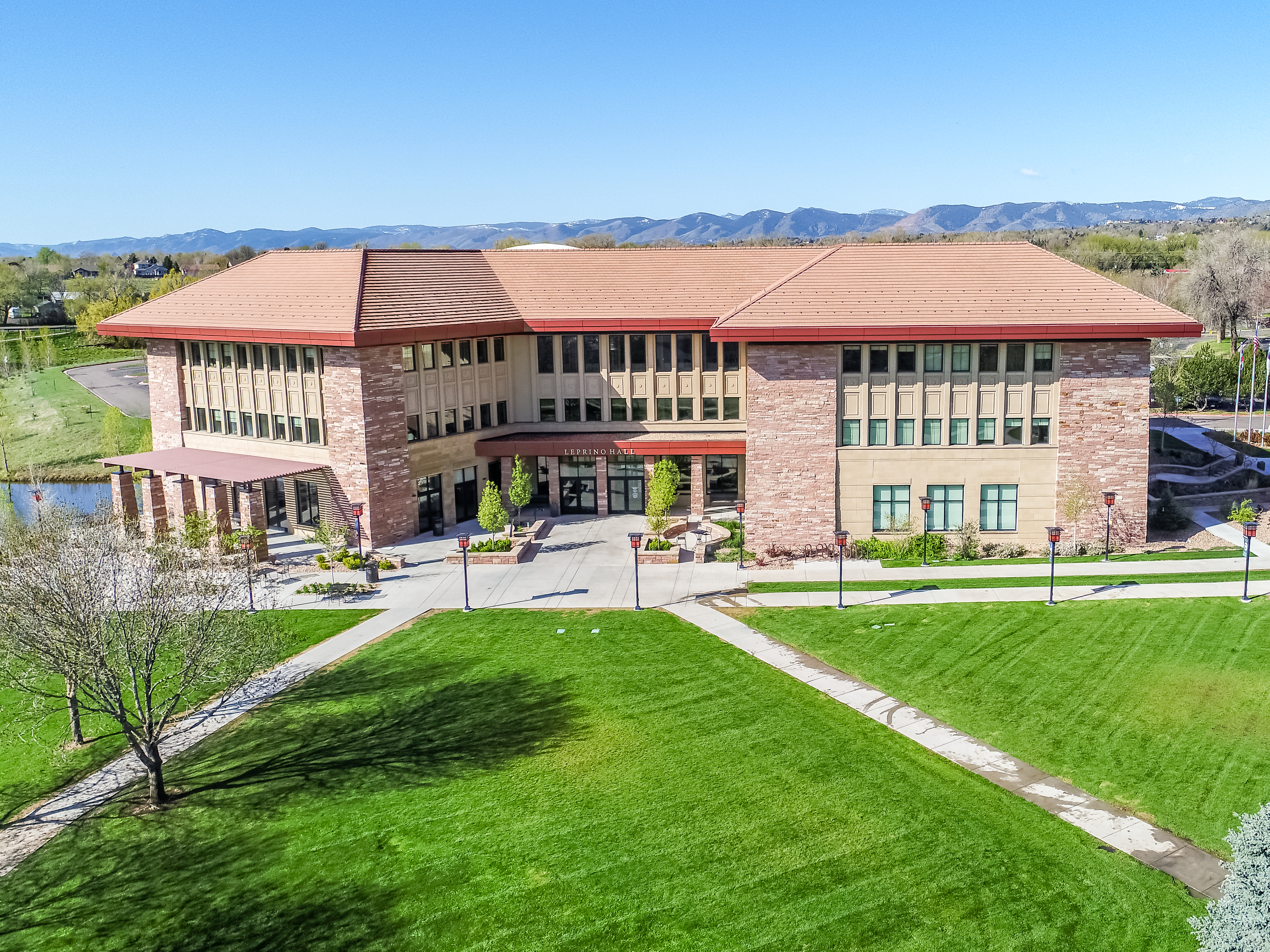
Colorado Christian University

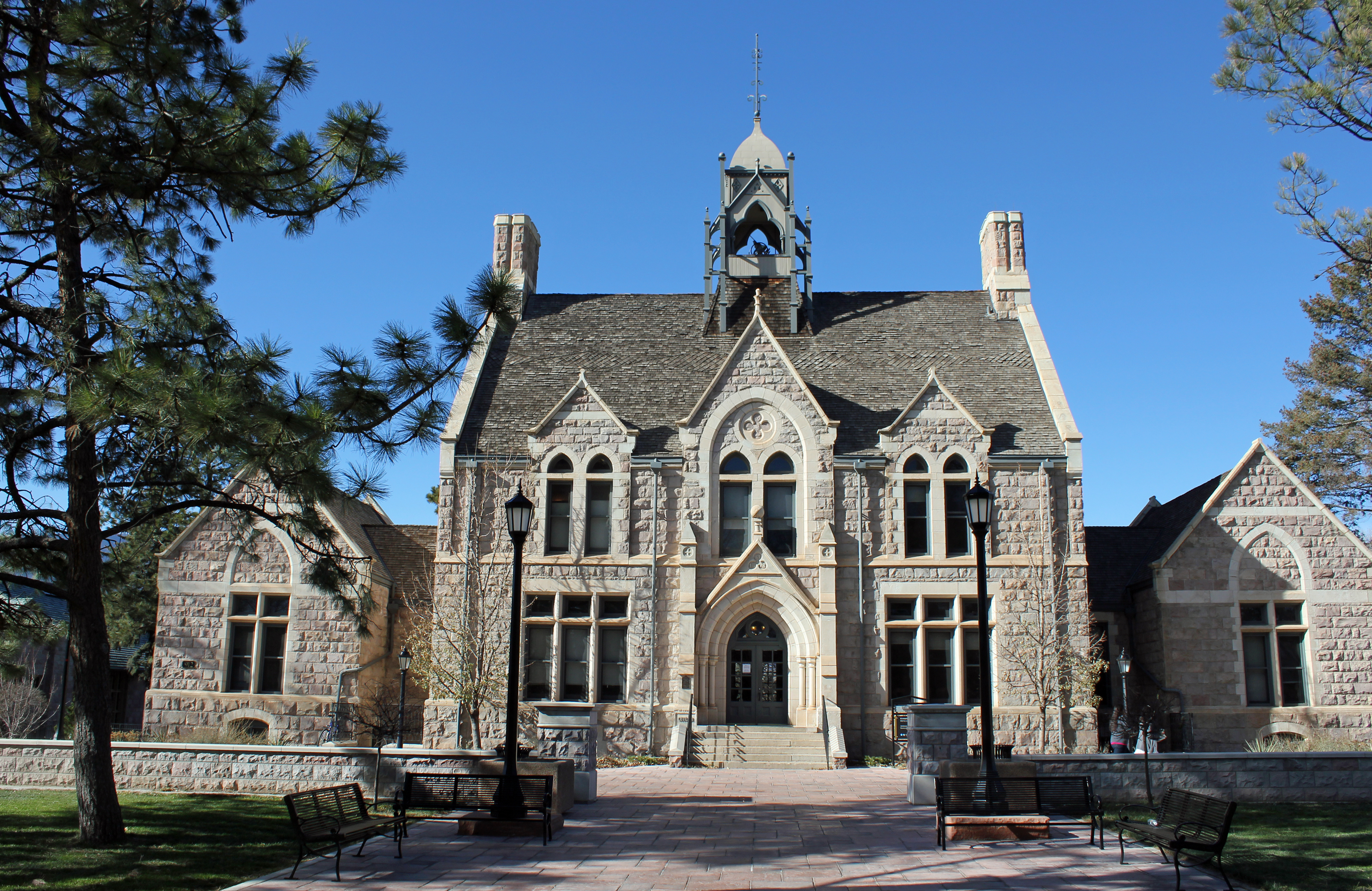
Colorado College

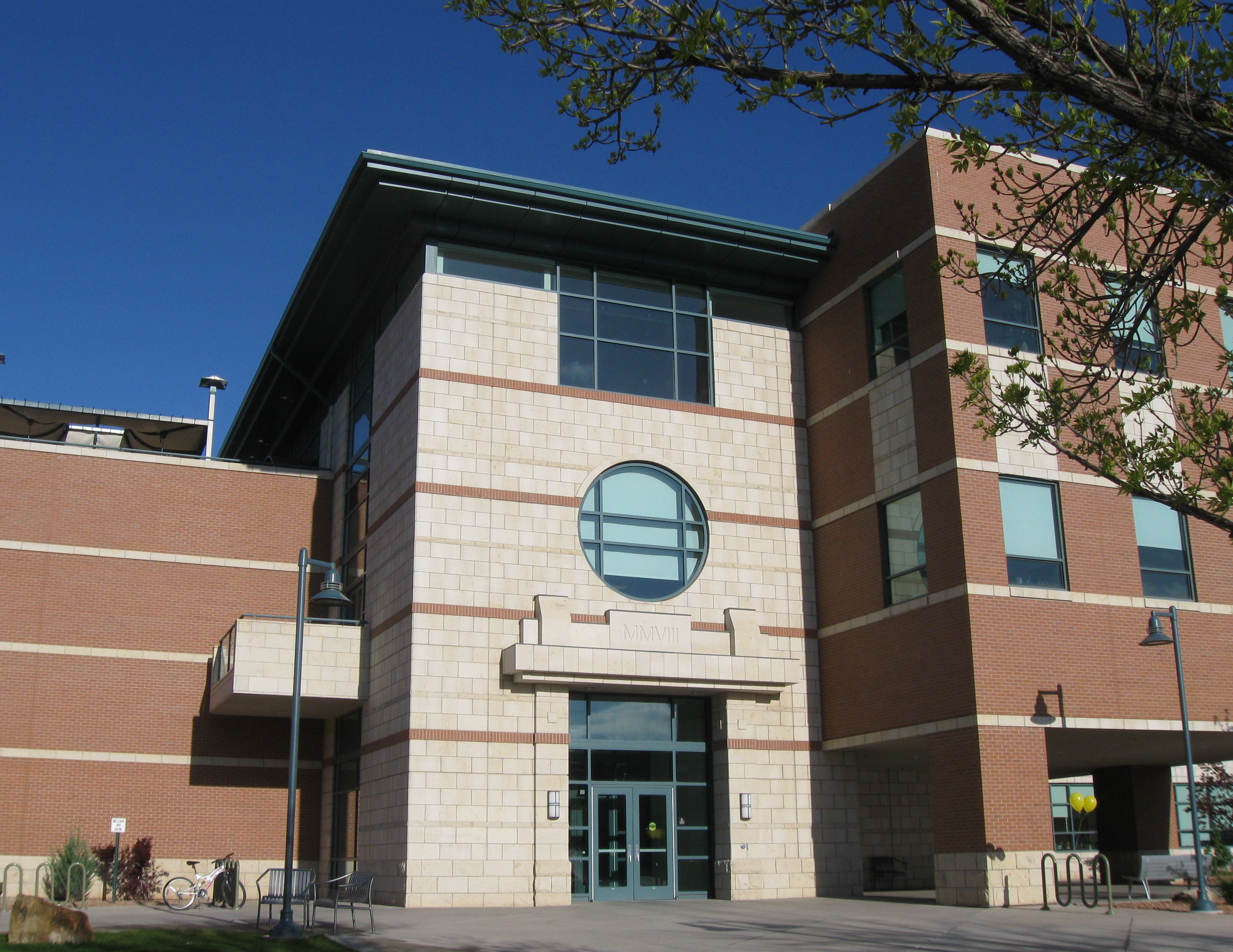
Colorado Mesa University

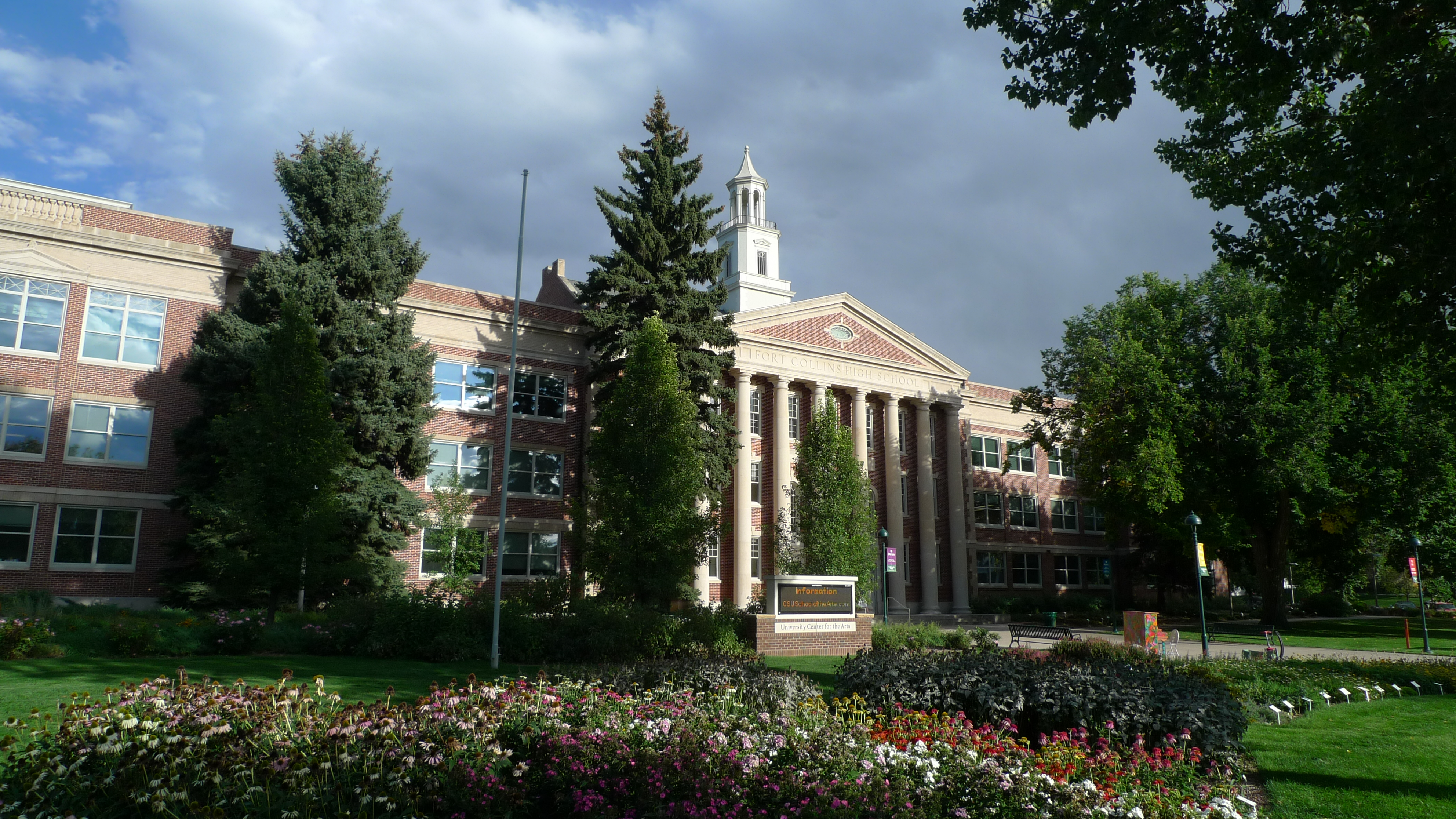
Università statale del Colorado

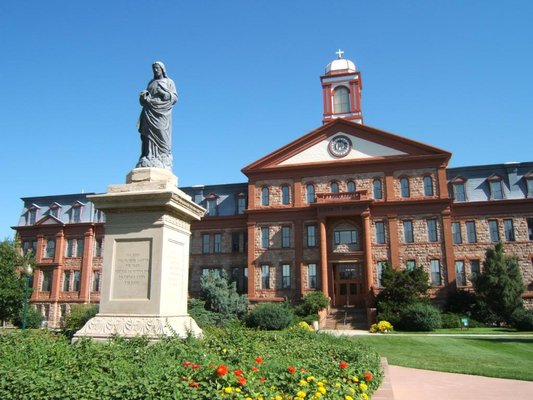
Regis University

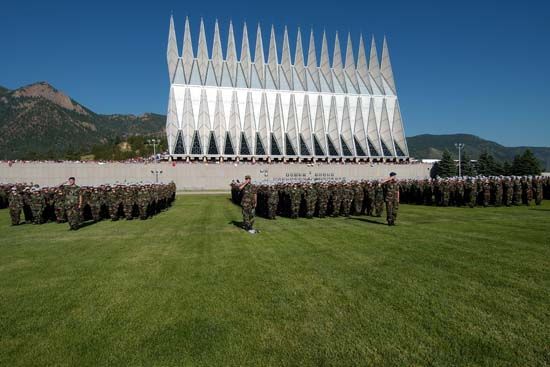
La United States Air Force Academy

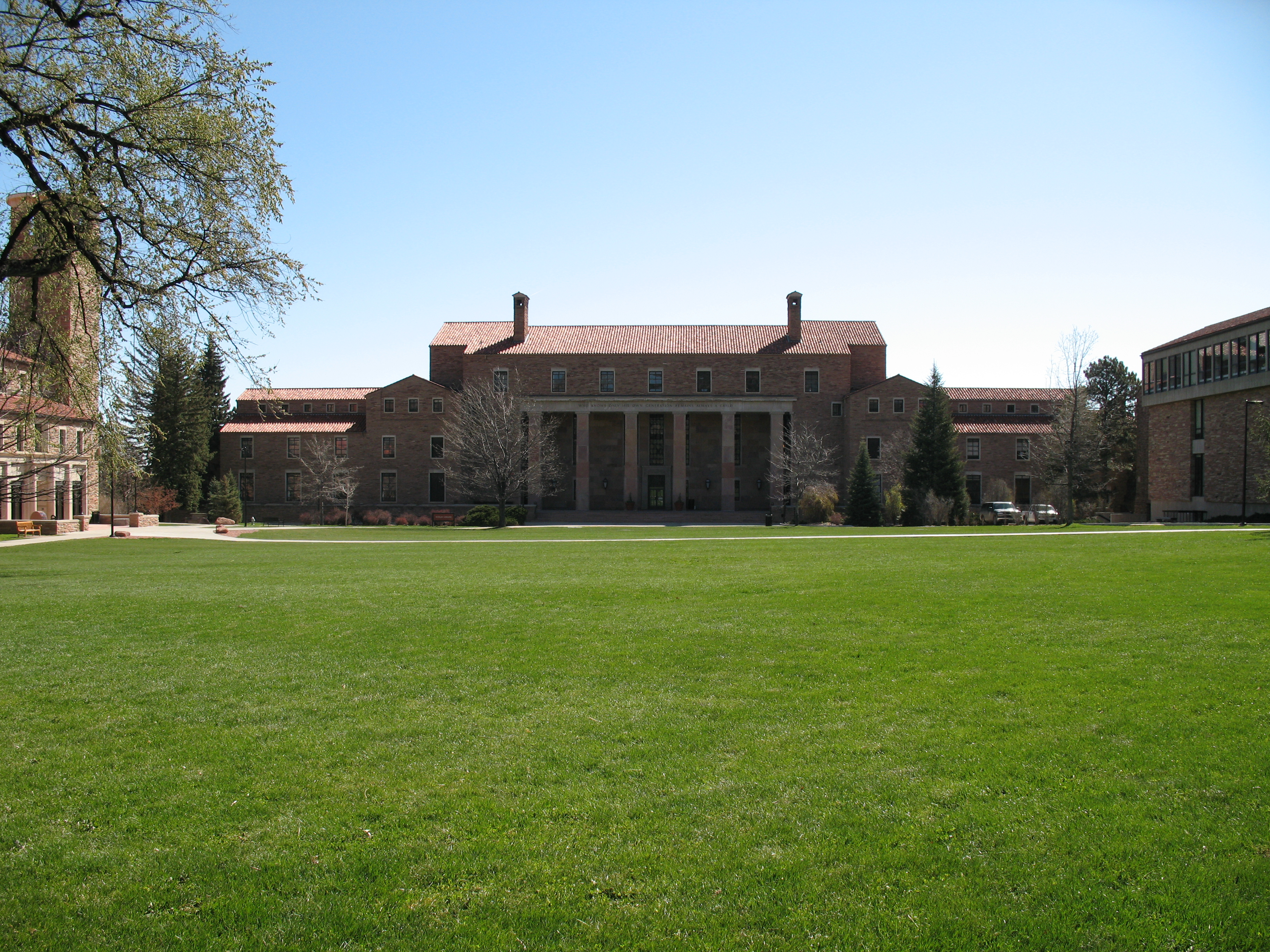
The Università del Colorado - Boulder

La prima istituzione di istruzione superiore nel Territorio del Colorado fu il Seminario del Colorado, aperto il 16 novembre 1864 dalla Chiesa Episcopale Metodista; il seminario chiuse nel 1867 ma riaprì nel 1880 come Università di Denver. Nel 1870 il vescovo George Maxwell Randall del distretto missionario del Colorado e Parti Adiacenti della Chiesa episcopale aprì quello che sarebbe poi divenuta Colorado University Schools, che avrebbe compreso la Scuola territoriale per minatori aperta nel 1873 e che venne venuto al Territorio del Colorado nel 1874. Queste scuole furono inizialmente gestite dalla Chiesa episcopale. Una legge territoriale del 1861 richiese la creazione di una università pubblica a Boulder, anche se questa non venne fondata fino al 1876. La legge del 1876 cambiò anche nome alla Scuola territoriale per minatori in Scuola del Colorado per minatori. Una legge territoriale del 1870 creò il College per l'agricoltura del Colorado, che aprì nel 1879. Il college cambiò nome in College dello Stato del Colorado per l'agricoltura e le arti meccaniche, e divenne Università statale del Colorado nel 1957.
Il primo college cattolico del Colorado fu il College del Sacro Cuore gesuita, fondato nel Nuovo Messico nel 1877 e trasferito a Morrison nel 1884 e a Denver nel 1887. Il college fu chiamato Regis College nel 1921 e Università Regis nel 1991. Il 1 aprile 1924 studenti armati sorvegliarono il campus dopo che fu trovata una croce bruciata; questo rappresentò l'apice della tensione tra il Regis College e il Ku Klux Klan, che localmente era molto forte.
Dopo una decisione del 1950 della Service Academy Board, fu deciso che era necessario dotare la United States Military Academy e la U.S. Naval Academy di una terza scuola che avrebbe formato ufficiali per la neonata Air Force. Il 1 aprile 1954 il Presidente Dwight Eisenhower firmò una legge che prevedeva la creazione di una United States Air Force Academy. In quello stesso anno, Colorado Springs venne scelta per ospitare la nuova istituzione; per l'inaugurazione del 1955, fino al completamento degli opportuni edifici a Colorado Springs, che aprirono nel 1958, la Air Force Academy operò presso la Lowry Air Force Base a Denver. Con l'apertura delle strutture a Colorado Springs, i cadetti si spostarono nel nuovo campus. Il primo anno di ufficiali delle Forze Spaziali dell'Air Force Academy si diplomarono il 18 aprile 2020.
Qui elencati alcuni dei più importanti istituti:
- Università di Denver, fondata nel 1864
- Università del Colorado - Boulder
- Università statale del Colorado
- Colorado Mesa University
- University of Northern Colorado
- Western Colorado University

## Sport
Di squadra
Le franchigie del Colorado che partecipano al Big Four (le quattro grandi leghe sportive professionistiche americane) hanno tutte sede a Denver e sono:
- Denver Broncos, NFL
- Colorado Rockies, MLB
- Denver Nuggets, NBA
- Colorado Avalanche, NHL

Oltre ai Colorado Rapids della MLS, e i Colorado Mammoth della NLL.
Olimpico
Dal 1894 la città di Colorado Springs è sede del Comitato Olimpico degli Stati Uniti, l'organizzazione sportiva che rappresenta gli atleti statunitensi al Comitato Olimpico Internazionale.
Motoristici
Dal 1916 in Colorado si disputa annualmente, in occasione del Giorno dell'Indipendenza degli Stati Uniti d'America, la Pikes Peak International Hill Climb, una celebre cronoscalata che nel panorama dell'automobilismo americano per data di fondazione è seconda solo alla 500 Miglia di Indianapolis (che si disputa dal 1911).
Universitario
Nelle varie discipline sportive della NCAA competono:
- Colorado Buffaloes (University of Colorado at Boulder)
- Air Force Falcons (United States Air Force Academy)
- CSU Rams (Colorado State University)
- Mountaineers (Western Colorado University)
- Colorado Bears (University of Northern Colorado)
- Colorado Mavericks (Colorado Mesa University)

## Installazioni militari
Nei pressi della città di Colorado Springs è situata la Peterson Space Force Base, una struttura della United States Space Force (USSF) che funge da quartier generale del 21st Space Wing e del United States Northern Command (USNORTHCOM). La base è stata sede sin dal settembre 1987 dell'Air Force Space Command, prima che quest'ultimo diventasse la Space Force nel dicembre 2019.
Inoltre un edificio di questa base è la sede del NORAD (North American Aerospace Defense Command), un'organizzazione congiunta di Stati Uniti e Canada che ha il compito di sorvegliare la zona aerospaziale del Nord America.
Nello stato sono presenti altre due strutture della Space Force. 
La Buckley Space Force Base è sede del 460th Space Wing e del 140th Wing della Air National Guard. La Schriever Space Force Base è il quartier generale del 50th Space Wing e del 310th Space Wing.
Non lontano da Colorado Springs ha anche sede la United States Air Force Academy (Accademia Aeronautica degli Stati Uniti), che si trova nella Contea di El Paso, a nord della città.
L'esercito degli Stati Uniti (US Army) è presente a sud di Colorado Springs con Fort Carson, mentre la Colorado Army National Guard ha base nella città di Centennial.